# アヴィス王朝
アヴィス王朝（アヴィスおうちょう、Dinastia de Avis、ポルトガル語発音: [ɐˈviʃ]）は、ポルトガル王国の王朝。ポルトガル最初の王朝であるブルゴーニュ王朝に次いで、1385年から1580年までポルトガルを支配した。

## 概要
創始者であるジョアン1世から最後の国王であるエンリケ1世に至る200年近くの期間のほとんどはポルトガルの「大航海時代」と重複する。
エンリケ航海王子が実施したアフリカ大陸への進出、ヴァスコ・ダ・ガマのインド航路開拓によって、大西洋とインド洋にまたがる「ポルトガル海上帝国」が出現した。
香料交易の衰退とともにポルトガルの国力は低下し、1580年にスペイン国王フェリペ2世が空位となったポルトガル王位に就き、王朝は滅亡を迎える。ただし、1640年に始まったブラガンサ王朝の歴代国王は、女系でマヌエル1世、男系でもジョアン1世の血を継いであり、ポルトガル王国そのものの滅亡後も男系で続いている。

## 歴史

### 成立の背景
13世紀のレコンキスタの達成（敵対的ムスリム勢力の排除）後、ポルトガル社会は封建領主が支配する北部地域、富を蓄えた自治都市のブルジョアジーが影響力を行使する中部地域、騎士修道会が支配する南部地域に三分される。1348年秋に流行した黒死病によってポルトガルの総人口は約3分の2に減少し、リスボン、コインブラなどの都市部は深刻な被害を受ける。黒死病は零細農民の都市部への流入と農村部の人口の減少、黒死病を恐れる貴族や地主による教会・修道院への土地の寄進などの現象を引き起こし、固定地代に依存していた貴族層の経済力は低下する。他方、一部の都市ブルジョアジーはワイン、オリーブオイルなどの輸出によって利益を得るようになり、ポルトガル王はリスボン商人を初めとする新興資産家を政治基盤に取り込むために頻繁にコルテス（身分制議会）を開催し、相対的に王権が強化されていった。
黒死病の流行前からポルトガルと隣国のカスティーリャ王国の関係は悪化しており、ポルトガル王フェルナンド1世はカスティーリャ王国の王位継承権を主張して3度の戦争を実施するが、戦争はポルトガルの敗北に終わる。戦争の結果ポルトガルの国土は荒廃し、戦後の和約でカスティーリャ王フアン1世とフェルナンドのただ一人の子であるベアトリスの結婚が取り決められたため、ポルトガルがカスティーリャに併合される可能性が生じた。
1383年10月にフェルナンド1世が没した後、ベアトリスがポルトガル女王に即位した。大貴族メネゼス家出身の王太后レオノール・テレスが摂政となり、貴族らと共に専制政治が始まった。戦争に疲弊し、経済的に困窮する都市の下層民や職人層の反乱がベアトリスの即位前から各地で勃発し、都市下層民と一部の貴族はカスティーリャとの戦争で利益を得たレオノールとその寵臣であるオーレム伯アンデイロを悪政の元凶として敵視していた。

### 王朝の創始

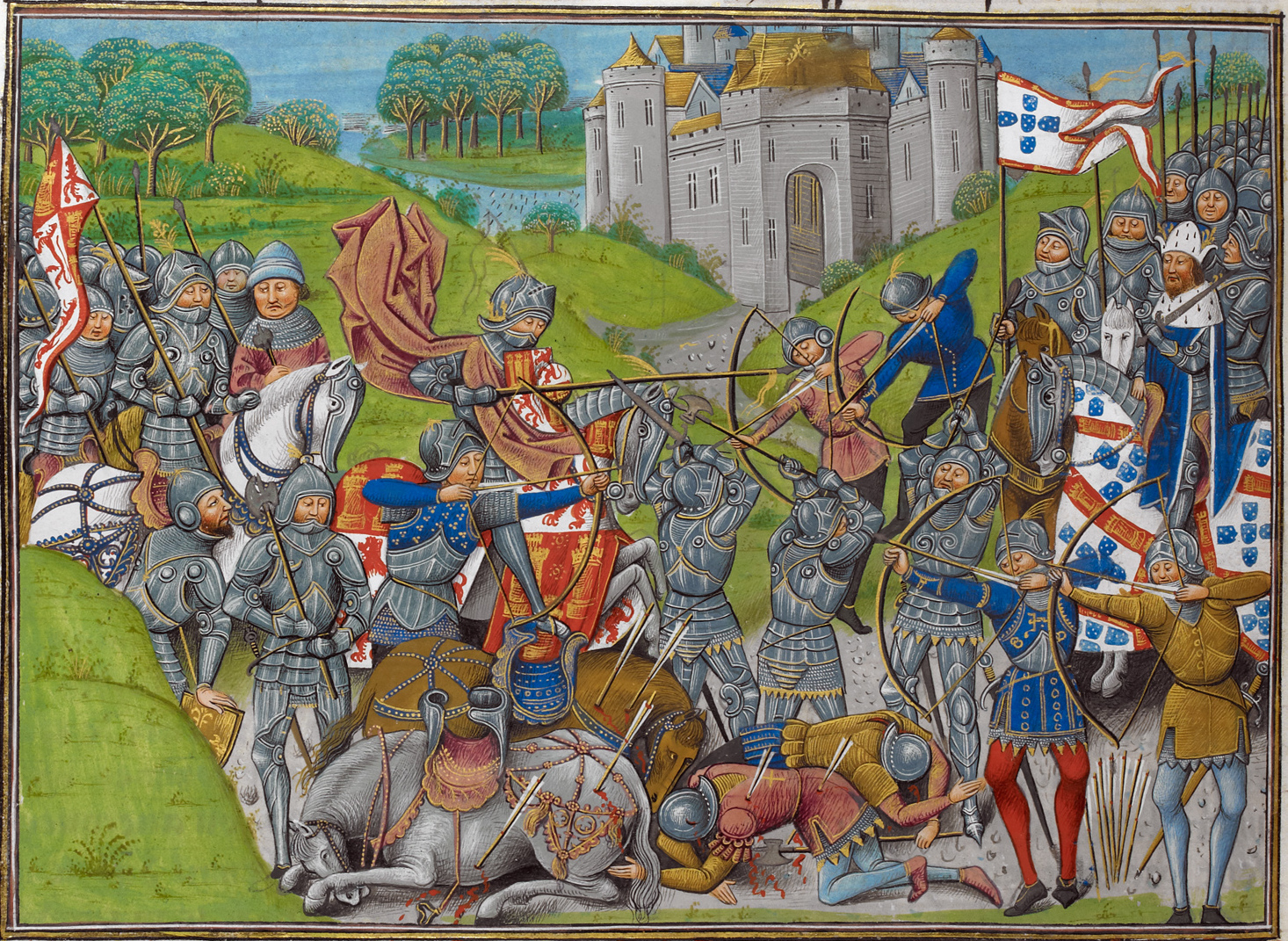
アルジュバロータの戦い

1383年12月、フアン1世はレオノール派を援護するためにポルトガルに侵攻し、グアルダを占領した。ポルトガル王ペドロ1世、フェルナンド1世に仕えた大法官アルヴァロ・パイスはペドロ1世の庶子でアヴィス騎士団団長のジョアンを説得し、一部のリスボン市民と協力してアンデイロを殺害する。反乱軍はジョアンを「王国の統治者、防衛者」に奉じ、蜂起の知らせが全国に広がると各地で民衆の暴動が発生した。1384年1月にレオノールはサンタレンまで進軍したフアン1世にポルトガルの統治権を委譲し、ポルトガル国内は親カスティーリャ派の大貴族とアヴィス派の下層民・ブルジョアジー・中層貴族に分裂する。
当初アヴィス派は不利な状態に置かれていたが、カスティーリャのリスボン包囲に耐え抜いた後にアヴィス派の巻き返しが始まり、1385年5月にコインブラで開催されたコルテスでジョアンがポルトガル国王に選出され、ジョアン1世（大王）として即位する。同年8月にジョアン1世はリスボン北方のアルジュバロータの戦いでフアン1世が率いるカスティーリャ軍を破り、ポルトガルは独立を守り抜いた。
カスティーリャ王国と対抗する政策上、ポルトガル王国はブルゴーニュ王朝以来のイングランド王国との同盟を強化し、イングランドとの同盟が外交の軸となる。1386年、ポルトガルとイングランドの間にウィンザー条約が締結され、ジョアン1世はイングランド王エドワード3世の孫娘フィリパと結婚した。

### 西アフリカの探検

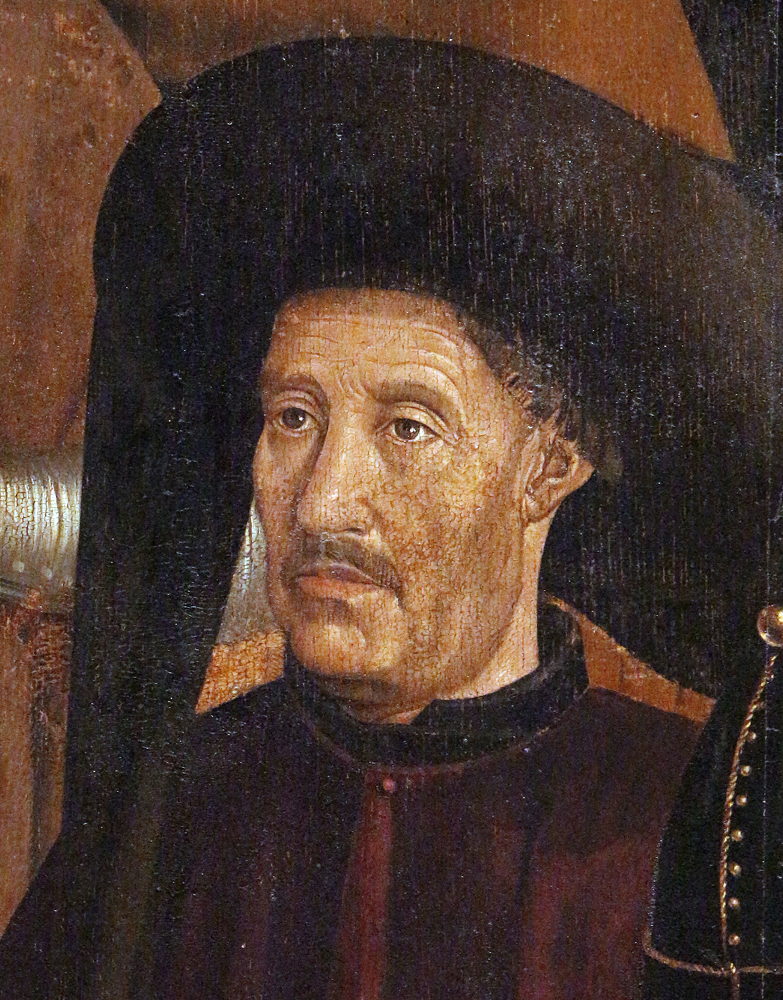
エンリケ航海王子

1411年にジョアン1世は王位継承者である長男のドゥアルテを共同統治者とする。1387年にカスティーリャ王国と最初の休戦協定が結んだ後、1396年から1397年にかけて起きた小競り合いを経て数度休戦協定が結ばれ、1411年にカスティーリャ王国との間に和約が成立したことで隣国からの脅威が取り払われた。
ブルゴーニュ王朝末期から続く経済危機、新興貴族の台頭という潜在的な危険に対して、ジョアン1世はヨーロッパへの金の供給元であるアフリカ大陸への進出という手段で解決を図った。当初はナスル朝が支配するグラナダが攻撃先に挙げられていたが、カスティーリャの感情を考慮して攻撃先はモロッコの港湾都市セウタに変更された。1415年にポルトガル軍はマリーン朝が支配するセウタを攻略し、ポルトガルは世界の一体化に行き着くヨーロッパ諸国の対外拡張政策の先陣を切る
。カスティーリャなどの同時期の西欧諸国は内乱の火種を抱えていたが、アヴィス家の下で再編されたポルトガルは団結力を強め、他国に先んじて海外に進出することができたと考えられている。
しかし、アフリカ大陸の金はセウタを避けて他の地中海沿岸の都市に供給されるようになり、セウタの周辺では依然としてイスラーム勢力による抵抗が続いていた。セウタの処理を巡ってモロッコでの勢力の拡大を主張するドン・エンリケ（エンリケ航海王子）の派閥とセウタからの撤退を主張するドン・ペドロの党派に二分された。以後アヴィス朝のアフリカ政策はモロッコでの勢力の拡大を主張する派閥と西アフリカ沿岸部での貿易の強化と拠点の確立を主張する派閥によって左右されるようになる。
ジョアン1世の跡を継いだドゥアルテ1世（雄弁王）は、1437年にタンジェに十字軍を派遣するが遠征は失敗し、従軍していたアヴィス騎士団長ドン・フェルナンドが捕虜とされ、フェルナンドはモロッコのフェズで生涯を終える。西アフリカ方面では、1434年にポルトガル船がボジャドール岬の回航に成功し、アフリカ探索の展望が開かれる。エンリケと彼の支持者はドゥアルテ1世にモロッコでの新たな軍事行動を行うよう主張したが、彼らの意見は採用されず、1438年にドゥアルテ1世は崩御する。
ドゥアルテ1世の死後、わずか6歳のアフォンソ5世（アフリカ王）が即位し、王太后レオノールが摂政を務めた。ドン・エンリケ、ドン・アフォンソら主戦派から支持を得ていたレオノールに対して、ドン・ペドロ、ドン・ジョアンがブルジョアジー、下層民の支持を背景にして反乱を起こした。ペドロがアフォンソにブラガンサ公爵の称号といくつかの特権を与える事で両派の間に妥協が成立し、ペドロは摂政として王国を統治するが、カスティーリャの干渉によって国情はより混迷する。ペドロが摂政の職を解かれた後、アフォンソ5世は叔父のアフォンソの助言を受け入れ始め、先の内戦で敗れたエンリケ、アフォンソらの主戦派が力を取り戻す。追い込まれたペドロは反乱を起こすが、1449年にリスボン近郊のアルファロベイラで戦死する。
ドン・ペドロの摂政時代にペドロとエンリケの主導で西アフリカ探検が盛んに行われ、西アフリカで獲得した金と奴隷はポルトガルに利益をもたらした。しかし、カナリア諸島、西アフリカ沿岸部ではイタリア人やカスティーリャ人も交易活動に参加しており、カスティーリャ王国も西アフリカ沿岸部の征服と貿易に強い関心を示し始めた。1455年、1456年にアフォンソ5世は教皇庁からキリスト教の布教を大義名分とする大勅書を獲得し、すでに発見された、もしくは将来発見される非キリスト教地域の征服、貿易の独占権、聖職者の叙任権を認められる。ドン・ペドロの死後に西アフリカの探検事業は中断され、カスティーリャの王位により強い関心を持っていたアフォンソ5世は海外政策をドン・エンリケに委任する。モロッコでの拡張政策から西アフリカでの商業開発に転換していたと思われていたドン・エンリケは再び貴族寄りの政策をとり、モロッコでの征服事業を再開する。1458年にアフォンソ5世はモロッコに親征を行い、アルカセル・セゲールを征服する。1460年代に実施された2度のモロッコ遠征は失敗に終わり、1471年にタンジェの征服に成功するが、カスティーリャとの戦争のためにモロッコの征服事業は延長された。

### カスティーリャ王位継承への介入
1474年にカスティーリャ王エンリケ4世が崩御した後、カスティーリャの一部の貴族はアフォンソ5世に姪であるカスティーリャ王女フアナとの結婚を条件にカスティーリャ王位の継承を提案し、カスティーリャはアフォンソ5世を支持する派閥とフェルナンド・イサベル1世のカトリック両王を支持する派閥に分かれて争った。
カスティーリャ内部の王位継承戦争と共に、西アフリカ沿岸部におけるポルトガルとカスティーリャの競争は激化するが、1479年に締結されたアルカソヴァス条約によって西アフリカ沿岸部の領有地域が取り決められた。カスティーリャはカナリア諸島と対岸の地域を領有し、ポルトガルはその他の大西洋の島々とヴェルデ岬以南の沿岸部を獲得する。
アフォンソ5世の王子ジョアンはインドを西アフリカでの商業的展開の目的地に定め、1481年にポルトガル王位に就いた後には西アフリカでの探検事業を推進した。

### ポルトガル海上帝国の成立

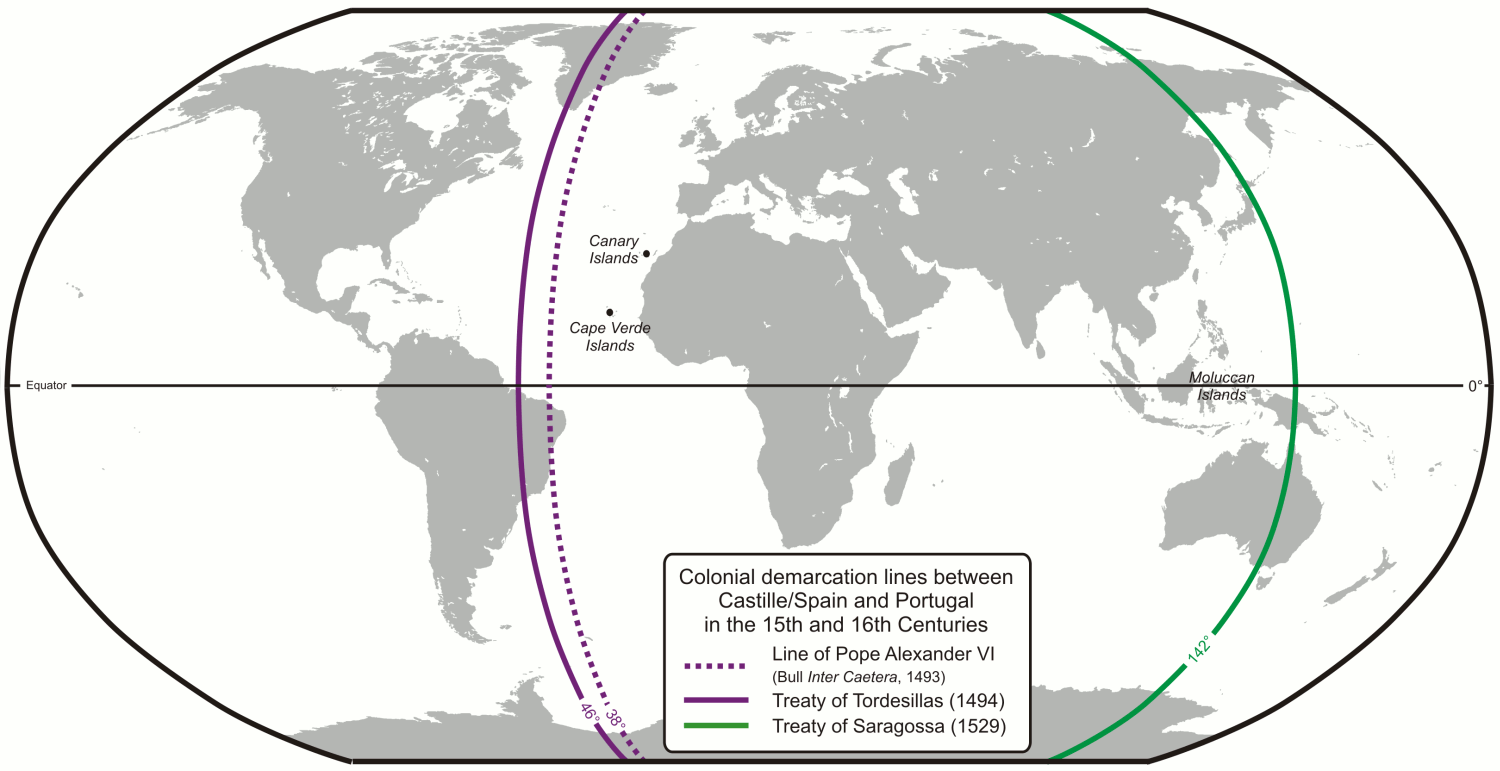
トルデシリャス条約とサラゴーサ条約で引かれた境界線

王位に就いたジョアン2世（無欠王）は有力貴族と対立し、1481年に開催したコルテスで領主裁判権と年金の削減などの貴族の特権を抑制する政策を実施した。有力貴族はジョアン2世に対する反乱を企てたが、首謀者であるブラガンサ公フェルナンド2世は斬首され、計画に加担した、あるいは嫌疑をかけられた貴族はポルトガル国外に逃亡する。ブラガンサ公に次ぐポルトガルの大貴族でジョアン2世の従弟・義弟でもあるヴィゼウ公ディオゴも反乱を企てたが、ジョアン2世はディオゴを刺殺し、ディオゴの計画に参加した貴族は処刑され、あるいは隣国のカスティーリャに逃亡した。ジョアン2世が即位してから3年の間に有力貴族の大部分が処刑され、あるいは国外に亡命したため、彼らが所有していた多くの所領が王領地とされた。ジョアン2世がブラガンサ公フェルナンド2世を処刑した時に貴族の反国王感情は頂点に達し、公開処刑が行われるたびに国王と貴族の対立は深まっていった。
ジョアン2世は西アフリカ探検を推進し、国王の称号に「ギニアの領主」を追加する。1482年にジョアン2世はディオゴ・カン、バルトロメウ・ディアスらを西アフリカ沿岸に派遣してインド航路の開拓を命じた。リスボンを訪れたイタリア人クリストファー・コロンブスはジョアン2世に西回りでのアジア航路の開拓を提案したが、1489年にバルトロメウ・ディアスがアフリカ大陸南の喜望峰の就航に成功した報告がもたらされたため、コロンブスの提案は却下される。スペインの援助を受けて西方への航海に出たコロンブスは1492年にアメリカ大陸に到達し、1493年にスペインは教皇アレクサンデル6世からアゾレス諸島の西100リーグの子午線以西で発見された土地の独占権を認められた。
ポルトガルは教皇庁の決定に反発し、1494年6月に締結されたトルデシリャス条約で新たに「発見」される非キリスト教世界の帰属が確認され、ヴェルデ岬諸島の西370リーグ西の西経46度30分の経線（教皇子午線）を境界として東の地域はポルトガルに、西の地域はスペインに与えられた。1500年にポルトガル船団によって南アメリカ大陸のブラジルが発見され、植民事業者による開発が進められる。
ジョアン2世の治世に宮廷は王権の強化に反対する党派と国王に二分され、1495年にジョアン2世が崩御した後、ジョアン2世の義弟マヌエル1世（幸運王）が貴族側の代表者として即位する。マヌエル1世が推進するアジア・アフリカへの進出によって貴族は王権に対立せずとも軍功、官職、財産を獲得する機会に与ることができ、ブラガンサ家などのジョアン2世の治世に失脚した貴族の威信、特権、財産が再興された。マヌエル1世はキリスト教世界で最も豊かな国王と賞賛され、1499年にマヌエル1世は「エチオピア、アラビア、ペルシア、インドにおける征服、航海、商取引の支配者」の称号を追加する。
1505年以後、インド副王フランシスコ・デ・アルメイダと総督アフォンソ・デ・アルブケルケの指揮下でインド洋沿岸での交易拠点が拡張される。紅海を監視下に置くために1503年にソコトラ島にポルトガルの要塞が建設され、1515年にはペルシア湾沿岸の商業都市ホルムズがポルトガルの支配下に入った。1510年にポルトガルは胡椒の主生産地であるマラバール海岸のゴアを征服してインド方面の植民地の首府とし、1511年に東南アジア最大の交易センターであるマレー半島のマラッカを占領し、マラッカ王国を滅ぼした。1505年からポルトガルは北アフリカ沿岸部の都市を征服し、アガディール近郊のサンタ・クルス・ド・カボ・デ・ゲからアジムール（ムライ・ブ・サイブ）、タンジェまでのモロッコ海岸部は事実上ポルトガルの支配下に置かれ、南に進む船舶がイスラム教徒の海賊船に襲撃される危険が取り除かれた。
1518年にシナモンの産地であるセイロン島のコロンボ、1522年にクローブの産地であるモルッカ諸島のテルナテ島にポルトガルの要塞が建設され、モルッカ諸島の領有権を巡ってスペインとの対立が起きるが、1529年に締結されたサラゴーサ条約によってスペインは35万ドゥカートの受領とフィリピンの領有と引き換えにモルッカ諸島の領有権を放棄した。ポルトガルの進出と並行してキリスト教の布教活動も行われ、ゴアなどの重要な拠点には司教座と神学校（セミナリオ、コレジオ）が置かれ、イエズス会はポルトガル国王の保護を受けてアジアでの布教活動を行った。

### 若き国王の戦死、後継者問題の勃発

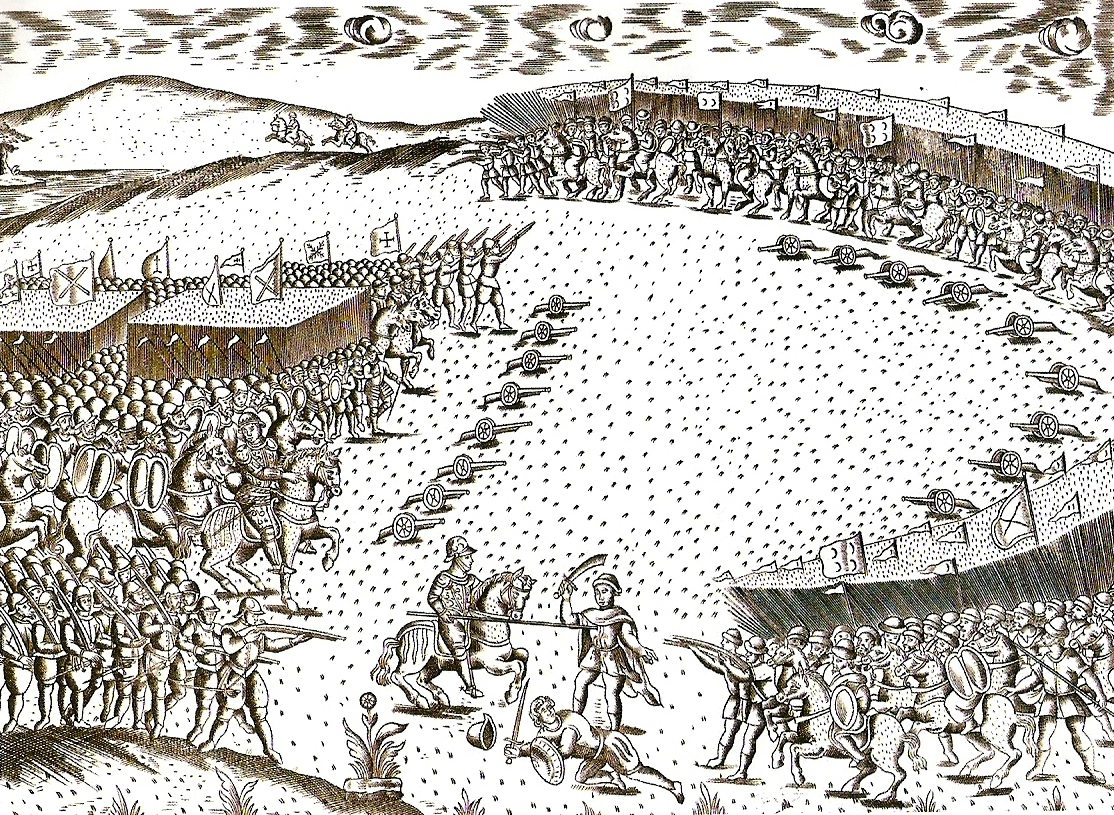
アルカセル・キビールの戦い

マヌエル1世の後継者であるジョアン3世はヨーロッパ方面への関心は薄く、海外進出に熱意を傾けていた。しかし、ポルトガルが占領するモロッコの都市は常にイスラーム勢力の攻撃に晒され、北アフリカでの勢力の拡大は困難な状況となっていた。ジョアン3世はモロッコ征服の計画を断念して沿岸部の都市からの撤退を決定し、セウタ、タンジェ、マザガン（エルジャディダ）だけがポルトガルの下に留まる。
ジョアン3世が没した時、9人の嫡子と2人の庶子は全員死没していたため、孫のセバスティアン1世（待望王）が王位に就けられる。1568年まではセバスティアン1世の祖母カタリナ・デ・アウストリア、大叔父の枢機卿ドン・エンリケらが摂政を務めていたが、セバスティアン1世は親政を開始して間もなく祖母の助言を聞き入れなくなり、側近の助言を受けて征服事業に乗り出すようになる。
1578年にセバスティアン1世はモロッコに親征を行うが、アルカセル・キビールの戦いでサアド朝の君主アブー・マルワン・アブド・アル＝マリク1世に大敗し、およそ8,000人の貴族と兵士だけでなくセバスティアン1世自身も戦死する。大敗に終わったセバスティアン1世の遠征には年間の国家収入の半分に達する100万クルザード以上の軍費が投じられたと言われている。
セバスティアン1世の崩御後、大叔父で枢機卿ドン・エンリケが聖職のまま、エンリケ1世（枢機卿王）として王位に就く。そして、モロッコに莫大な身代金を支払って捕虜を取り戻した。エンリケ1世の即位当時ジョアン3世の子孫は全て没しており、マヌエル1世の孫にあたるブラガンサ公ジョアンの妻カタリーナ、クラトの修道院長ドン・アントニオ（アントニオ1世）、スペイン王フェリペ2世らが後継者候補に挙がっていた。また、カタリーナの姉妹マリアはパルマ公アレッサンドロ・ファルネーゼと結婚し、息子のラヌッチョを産んだ後に没していたが、ラヌッチョは年少であり、アレッサンドロはネーデルラント総督としてフェリペ2世に属していた。
後継者を決めかねたエンリケ1世は1579年から1580年の間にコルテスを招集するが、結論は出なかった。1580年1月11日にアルメリンで開催されたコルテスでは、リスボン市民の代表者であるフエボ・モンスが外国人の王の即位の反対と独立の維持を訴え、フェリペ2世の働きかけを受けた党派が議会の多数を占めることはできなかった。エンリケ1世はリスボン大司教と4人の貴族で構成される臨時摂政を任命すると、同年1月31日に後継者を指名しないまま崩御する。

### 王朝の断絶、イベリア連合の成立
ポルトガル国民の大部分はドン・アントニオを支持し、彼をスペイン王フェリペ2世に対抗できる唯一の人物と見なしていた。だが、経済的に困窮するポルトガルの貴族と聖職者はフェリペ2世に懐柔され、イベリア半島の統一による財政制度の強化を望む大ブルジョアジーはフェリペ2世を支持し、ブラガンサ公もスペインに屈服する。1580年6月にアルバ公フェルナンドが指揮するスペイン陸軍とスペイン艦隊がポルトガルに侵攻し、アントニオはリスボン、サンタレン、セトゥバルなどの都市でポルトガル国王即位を宣言した。8月25日にアルカンタラの戦いで勝利を収めたフェルナンドはリスボンに入城し、1580年内にアソーレス（アゾレス）諸島を除くポルトガルがフェリペ2世の支配下に入る。
1581年4月にトマールで開催されたコルテスでフェリペ2世の即位が承認され、事実上ポルトガルはスペインに併合される。
1583年にはアソーレス諸島もスペインの占領下に入り、フランスに亡命していたアントニオはフランスとイングランドにスペイン領となったポルトガルへの攻撃を依頼した。アルマダの海戦でスペイン艦隊に勝利を収めたイングランド艦隊はリスボンを攻撃するが、戦果を挙げることはできず、またフェリペ2世はポルトガルに寛大な統治を敷いていたために民衆の蜂起も起こらず、1595年にアントニオが没するとフェリペ2世はポルトガル国王として公認される。1640年までハプスブルク家のフェリペ2世直系の人物がポルトガル王とスペイン王を兼位する状態が続き、イベリア半島に同君連合（イベリア連合）が成立した。
- スペイン国王フェリペ2世
- ドン・アントニオ

### ポルトガルの再分離
17世紀前半のポルトガルではスペインからの独立を望む民衆の声が強くなり、モロッコで生き延びていたセバスティアン1世がスペインに戻って王位を回復するセバスティアニズモの気運が高まる。1640年12月にポルトガルの貴族は反乱を起こし、彼らに擁立されたブラガンサ公ジョアン（祖母カタリナがマヌエル1世の孫）がジョアン4世として王位に就き、ブラガンサ王朝を創始した。

## 王権の強化
アヴィス王朝の歴代の国王は王権の強化を計り、様々な試みを打ち出した。
ジョアン1世は商人からの援助の取り付けを試み、政治的・経済的に重要な要職に就く人物をポルトガル国内のブルジョアジー、小貴族、職人層の人間の中から抜擢した。アヴィス派の蜂起に財政支援という形で協力したリスボンやポルトのブルジョアジーには、政府の政策決定に参画する権利が認められる。同時に新興の土地貴族が勢力を伸ばし、新しい封建領主層の代表者であるヌノ・アルヴァレス・ペレイラが隠棲した後、彼の娘婿でジョアン1世の庶子でもあるドン・アフォンソが義父の財産と政治的地位を相続した。ジョアン1世が創設した常備軍によって王権は強化され、彼の存命中に王子ドゥアルテが国政に参画したため、次第に国王とコルテスの間に距離が生じていった。
ジョアン1世は王朝の功績があった貴族に多くの所領を与えたため、国庫は窮乏に陥っていた。ジョアン1世の跡を継いだドゥアルテ1世は恩賞として与えた土地・財産の相続人を長男に限定し、それらの資産の売却・分割を認めず、女性・尊属・傍系親族を相続人と認めない不文律を成文法として制定する。
ジョアン1世の治世にコルテスは公判かつ複雑な法令の簡略化と統一を要請し、アフォンソ5世の治世に法典が完成した。ドン・ペドロの摂政時代の1446年にアフォンソ法典が発布され、法制による国内の統合が試みられた。ドン・ペドロが没した後のアフォンソ5世の親政時代には貴族が王権の強化に反発し、アフォンソ5世は対外戦争に従軍した代償として多くの王領地を貴族に授与した。
ジョアン2世からジョアン3世にかけての治世に、海外交易によって得た莫大な収益を背景として行われた王権の強化は成功を収める。アフォンソ5世の治世まで毎年開催されていたコルテスの頻度はジョアン2世の低下から低下し、課税にあたって国王はコルテスの承認を得る必要がなくなっていた。ジョアン2世は大貴族の力を抑え、中小貴族にポルトガル本国や海外拠点の官職を与えて宮廷貴族とし、彼らの後ろ盾となった。
ジョアン2世の跡を継いだマヌエル1世は貴族に対して寛大な態度をとったアフォンソ5世の方針と容赦の無い弾圧を加えたジョアン2世の方針の折衷案として、王権に敵対する党派に妥協的な姿勢をもって接する。マヌエル1世の在位中には貴族の伝統的な権利を保護するためにスペイン風の制度を導入し、同時にブルジョワジーの力を抑制した。マヌエル1世の即位時にキリスト騎士団、ジョアン3世の治世にサンティアゴ騎士団とアヴィス騎士団が王室に吸収されたためにこれまで騎士修道会の勢力下にあったポルトガル南部が王領地に併合され、王領地がポルトガル本土の半分以上を占めるようになった。1512年に発布された新たな法典である『マヌエル法典』には、中央集権化を推進するルネサンス時代の特徴が現れている。『マヌエル法典』の公布によって各地のコンセーリョ（自治共同体）は自治権を失い、フォラル（特許状）は国法の遵守と国王への義務を明記する文書に変質し、ポルトガルの官僚絶対主義国家への転換が進んでいく。
ジョアン3世の時代になると国王の権威はより高められ、これまで神に対して使用されていた「Najestade」の称号が国王に対して使われるようになる。ジョアン3世の治世の末期からセバスティアン1世の治世の大部分にポルトガルは安定期を迎え、大規模な変革は起こらなかった。セバスティアン1世の摂政のカタリナとドン・エンリケ、親政を開始したセバスティアン1世らの治世に施行された法律の大部分は信仰や教会に関するものだった。

## 社会
ポルトガルの首都リスボンは海外交易と行政の中心として急速に発展し、イベリア半島最大の都市に成長する。人口はリスボンに集中し、ポルト、コインブラ、エヴォラなどの地方都市の人口は100,000を超える人口を抱えるリスボンと開きがあり、規模は20,000人以下に収まっていた。また、国勢調査の結果からポルトガル南部は都市内部に世帯が集中し、北部は都市内部よりも周辺域の世帯が多い地域性が判明している。
マヌエル1世の治世に中央の行政・裁判機関である宮廷控訴院が設置され、地方の行政・裁判単位は6の州に区画される。16世紀諸島のポルトガルの州は北からエントレ・ドーロ・イ・ミーニョ、トラズ・オズ・モンテス、ベイラ、エストゥレマドゥーラ、エントレ・テージョ・イ・グァディアナ、アルガルヴェに区画されていた。そのうちポルトガル王国建国後の1143年に征服されたアルガルヴェは王国として扱われていたため、ポルトガル国王は「ポルトガル並びにアルガルヴェの王」と称されていた。州の長官であるコレジェドールは任地のコンセーリョの行政・裁判・警察に強力な権限を行使し、コレジェドールの下に城代であるアルカイデ・モルとコンセーリョの代表者（オーメン・ボン）から選出される数人のアルカイデ・ペケノが置かれていた。オーメン・ボンを選出するコンセーリョ内の選挙、裁判官、市会議員、物価監督官と言ったコンセーリョ内の役職者や自治体で起きた揉め事はコレジェドールの監督下に置かれ、中央から派遣された長官の権力の強化と自治体の独立性の減退をもたらした。
王朝の成立の契機となった1383年の内乱において王国の摂政権を争う勢力は都市と農村で支持基盤の強化にいそしみ、結果的に内乱は様々な層の人間が政治に参加する契機となった。内乱を経てポルトガルの政治的再編が行われ、旧来の大貴族層に代わって新興の貴族が権力を握った。14世紀後半のポルトガルを襲った経済危機の中で富豪層とブルジョアジーで構成される中産階級が力をつけ、彼らは下層民や貴族と反目していた。政治権力と名誉を志向する富豪層と異なり、富豪層よりも数の多いブルジョワジーは収入の増加と商機の拡大を望んでいた。ポルトガルのアフリカ政策において土地の獲得を望む貴族、商業的影響力の拡大を望むブルジョアジーの利害が対立する。ドン・ペドロの摂政時代にはペドロを支持する商人と地主層の対立が発生し、権力闘争の結果ペドロは摂政職を解任される。16世紀半ばから他の国と同じようにポルトガルでも商人の数が減少し、資本が小数の集団に集まる動きが見られた。
ポルトガル南部に広がる広大な私有地（ラティフンディオ）では労働力が不足しており、労働力を補うためにモロッコや西アフリカで奴隷狩りが行われ、黒人奴隷の売買は南アメリカの植民地開拓まで続けられた。ポルトガルに流入する黒人の数は増加するが、アフリカから連行された奴隷には多くの法的な権利が認められていなかった。16世紀に入るとアフリカで確保した多くの黒人奴隷がブラジルに労働力として送られるようになり、アフリカ・ブラジル間の奴隷貿易は成功を収める。やがて黒人奴隷とポルトガル人の混血が進んでいき、ポルトガルに居住するアフリカ系の黒人は徐々にポルトガル人のマジョリティの中に溶け込んでいく。
1492年にスペインから追放されたユダヤ人の多くはポルトガルに流入し、国王マヌエル1世はスペインに配慮してユダヤ人の追放を宣言したものの、彼らは金融・経済・知的専門職・職工としてポルトガル社会の中で重要な役割を担っていたため、ポルトガルに留め置かれた。レコンキスタを達成したスペインで起きた宗教的寛容の喪失はポルトガルにも及び、1497年にイスラム教徒とユダヤ教徒の礼拝式が法律によって禁止される。同1497年にユダヤ人の強制改宗が行われ、彼らは「新キリスト教徒」と呼ばれて一般のキリスト教徒と区別された。新キリスト教徒はこれまでキリスト教徒のみが占有していた分野に進出したため、民衆は新たな反ユダヤ感情を抱き、1506年にリスボンで2,000人のユダヤ人が虐殺されるポグロム（ユダヤ人への迫害）が発生する。マヌエル1世は暴動の首謀者に厳罰を与え、新キリスト教徒に対する差別を禁止する。
マヌエル1世とジョアン3世は王権の強化のための道具として異端審問所を設置したが、プロテスタントとキリスト教徒との急速な同化によって数を減らしていた新キリスト教徒は当時のポルトガルの宗教的統一を妨げる要素とならなかった。このため異端審問所は存在の意義を確かなものにするために、信仰から逸脱した疑いがあるあらゆる行為に弾圧を加え、新キリスト教徒も攻撃の対象とされた。異端審問所の迫害を恐れた新キリスト教徒はオランダ、フランス、ドイツ、北アフリカ、トルコに亡命し、宗教的に寛容だったオランダのアムステルダムには新キリスト教徒の居住区が形成された。アムステルダムの新キリスト教徒は移住後もポルトガルやその植民地であるブラジルとの商取引を続け、オランダ経済の発展に貢献した。

## 経済
フェルナンド1世の軍事行動、ジョアン1世在位中の戦役などの理由によって、1369年からポルトガルで急激なインフレーションが発生する。14世紀末にポルトガルの戦争は事実上終結するが、ポルトガル経済は調整段階にあり、1409年にインフレーションはピークを迎える。14世紀末に従来ポルトガルで使用されていたディニェイロ通貨に代えてカスティーリャを模倣したレアルが取って代わり、1435年から1436年にかけてのドゥアルテ1世の治世に通貨を安定させることに成功する。15世紀初頭に外国の通貨、あるいは現物が取引の決済に使われることがしばしばあり、民衆がポルトガルの通貨を受け入れなかったため、国王は政令によって強制的に自国の通貨の流通を促した。金の流通元であるアフリカへの進出、銀の採掘技術の改良によってポルトガルに流入する金と銀の量は増加し、1489年に通貨改革が実施されてからおよそ50年間ポルトガルの通貨は安定した状態を保っていた。ポルトガル国内で数十の異なる度量衡が使われている状況は全国的な商取引の障害となっていたが、アヴィス王朝時代に特定の分野で度量衡の数の制限や基準の強制的な統一に成功する。アフォンソ5世とジョアン2世はサンタレン、ポルト、リスボンの基準を全国に適用し、マヌエル1世は1499年に国内で使用される全ての度量衡をリスボンの市参事会で決定された基準に定めた。
1450年代から1550年代にかけてポルトガルでは開墾運動が進展し、重要な事例としてコインブラ大聖堂とサンタクルス修道院によるモンデゴ川下流域の開墾事業が上げられている。12世紀から13世紀にかけて開発された土地では小麦やライ麦などの穀物が栽培されていたが、15世紀半ばに開墾された土地では少ない人手で多くの収益が得られるブドウとオリーブが優先的に栽培された。スペインによってアメリカ大陸からヨーロッパ大陸にもたらされたトウモロコシはポルトガル農民に受け入れられていき、伝統的な小麦畑は減少していった。家畜の放牧移動が農地に与える損害を抑えるために放牧地の数と面積は削減され、農業の発達と耕地の増加は牧畜の衰退をもたらしている。
官僚、軍隊の維持と宮廷貴族の扶養に多くの出費を要し、王室の財政は常に逼迫した状態に置かれていた。1500年にマヌエル1世は公債（パドラン・デ・ジュロ）を発行するが、やがて香料貿易で得た全ての利益を利子の支払いに充填しなければならなくなる。

## 海外貿易の展開
ポルトガルはサハラ交易のルートを抑えるためにしばしばモロッコに遠征を行ったが成功を収められず、西アフリカの海岸線を経由する別のルートの確立に取り掛かった。1460年代からポルトガル人はセネガルで金の買い付けを開始し、およそ20年後にポルトガル船はギニア湾の黄金海岸に達する。1482年にギニア湾岸に要塞の役割を兼ね備えたサン・ジョルジュ・ダ・ミナ商館が設置され(黄金海岸)、商館を拠点として金、奴隷、マラゲタ胡椒、象牙の貿易が発展する。これまで陸路で運ばれていた西アフリカの金の一部がサン・ジョルジュ・ダ・ミナに入り、年に500kgの金がポルトガルに流入するようになった。ポルトガルの海外交易はリスボン王宮のインド商務院によって統制され、輸入された商品はフランドル地方に置かれた商館からヨーロッパ各地に出荷された。
ポルトガルは隣国のスペインよりも早くインド航路を発見し、武力によるイスラーム商人が支配的な地位を有するインド洋の交易ネットワークへの参加を試みた。ポルトガルは南アジア原産の香辛料の生産と流通を統制下に置き、ペルシア湾、紅海を経由する既存の海路の遮断のため、インド洋沿岸の軍事・交易上の要所に商館と要塞が建設される。ポルトガルによって既存の香辛料の流通路が絶たれた結果、ヨーロッパ側の流通路の末端に位置するヴェネツィア共和国は損失を被り、フッガー家やヴェルザー家などの大商人はリスボンに拠点を置いた。しかし、ポルトガル海軍は紅海沿岸のアデンを陥落させることができず、インド領ポルトガルは港市での交易を現地の商人に薦めて関税を徴収したために西アジアに向かう隊商に香辛料が供給され、紅海を経由する旧来の交易ルートは依然として健在だった。16世紀半ばからインド方面香料交易の衰退、ヴェネツィア、トルコ、スペイン、マラバルに加えて後発の海外進出国であるイギリス、フランス、オランダといった強力なライバルの出現はポルトガルの商業活動に打撃を与え、1549年にフランドルに置かれたポルトガル商館は閉鎖される。
15世紀に大西洋の島々への植民事業がエンリケ航海王子と騎士修道会によって実施され、植民地で生産された農産物はポルトガル本国に輸送された。ポルトガルの植民地のうち、カスティーリャに譲渡されたカナリア諸島ではブドウの栽培とワインの生産、マデイラ諸島やアゾレス諸島では小麦、サントメ島ではサトウキビの生産が進められ、カーボベルデでは奴隷によって栽培された綿花とインディゴを使った繊維業が発達した。金、銀、香辛料は王室の独占品とされていたが、1550年代以降は王室貿易の一部が大貴族や騎士団に特権として譲渡される。交易の衰退に際した王室は1570年に香料交易の独占を取りやめ、民間との契約制に切り替える。
喜望峰航路を経た王室の香辛料貿易は16世紀半ばから次第に下火となるが、インドやペルシアから入荷した宝石、ダイヤモンドや絹、インドの綿織物、中国の陶磁器などの取扱量は増加し、アジア貿易は17世紀まで高収益を上げていた。ポルトガル人の商業活動は東アジア方面でも展開され、1543年に日本の種子島にポルトガル船が漂着し、1557年にマカオをポルトガルの租借地とした後、ポルトガル人は中国の生糸、金と日本の銀を扱う中継貿易で利益を得た。アジア方面の香辛料貿易の決済には銀が必要とされていたがヨーロッパからの供給量には限度があり、多量の銀を産出するメキシコ、ペルーを領有するスペインはポルトガル人にとって魅力的に映った。銀の需要の高まり、貿易航路の拡大といった経済的理由は、1580年に達成されるイベリア半島統一の一因となる。

## 文化

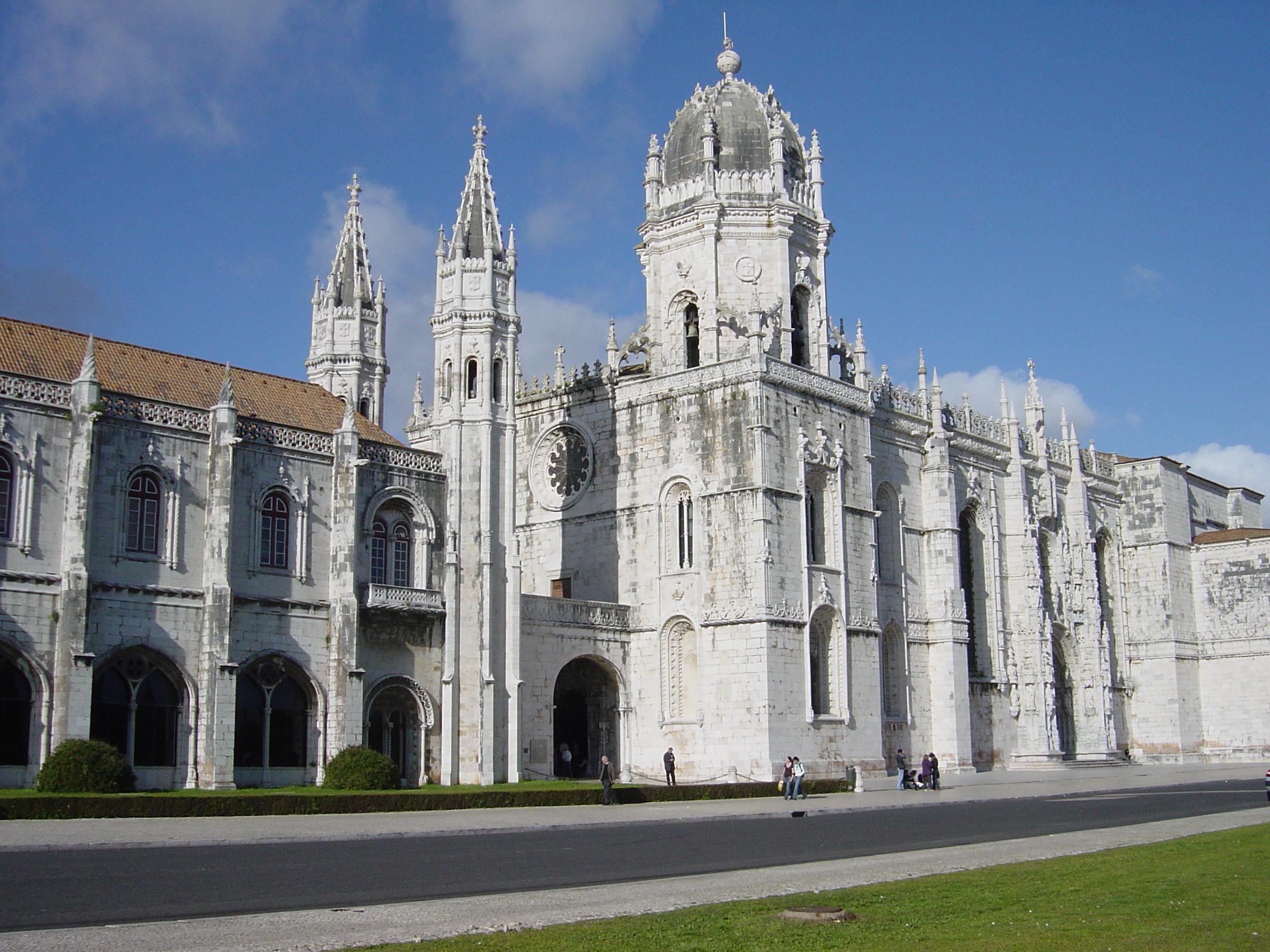
ジェロニモス修道院

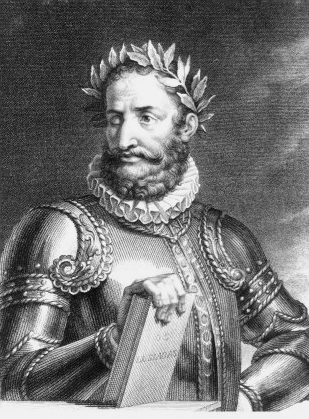
ルイス・デ・カモンイス

王朝の創始者であるジョアン1世はアルジュバロータの戦勝を記念してポルトガルで最も美しいと言われるバターリャ修道院を建立し、リスボン市は神への感謝の証としてカルメル修道会の大聖堂の建築を援助した。船具、天球儀など航海に関するモチーフで装飾された建築様式はマヌエル様式と呼ばれ、ガマの功績を記念してリスボン郊外に建立されたジェロニモス修道院とベレンの塔、トマールの修道院などの建物が挙げられる。
14世紀後半から15世紀にかけて、ポルトガル語による詩・散文に特筆すべき作品はほとんど見られない。一方、このポルトガル文学の衰退期に実用的・教訓的内容を含んだ書物の傑作がいくつか現れており、代表作にジョアン1世が著したと考えられている『狩りの書』、ドゥアルテ1世が著した『馬術伝授の書』『国王の相談役』が挙げられる。王朝の創始を正当化する必要性からドゥアルテ1世は史家フェルナン・ロペスにジョアン1世の治世と事跡についての執筆を命じ、事件と人物の自然な描写を残したロペスは近代的かつ科学的な史家と見なされている。アフォンソ5世とジョアン2世の宮廷では伝統的な形式をとる即興的で軽妙な詩が作られ、その成果はガルシア・デ・レゼンデ（1470年? - 1536年）によって『古歌集成』にまとめられている。
経済的繁栄とコスモポリタニズムを背景として16世紀前半のポルトガルでは多くの若者がヨーロッパの主要な学術の拠点に留学し、彼らの大部分は帰国した後に自国の文化に大きな影響を与えた。イタリア、フランスで起きたルネサンスの人文主義運動の影響はポルトガルにも及び、ダミアン・デ・ゴイスらによってラテン語の著作が書かれた。同時にポルトガル語を尊重する傾向も強まり、『ポルトガル語文法』（1536年）を著したフェルナン・デ・オリヴェイラ、ポルトガル演劇の父と呼ばれるジル・ヴィセンテ、ポルトガル史の叙事詩『ウズ・ルジアダス』（1572年）で知られるルイス・デ・カモンイスらが活躍した。改宗したユダヤ人である「新キリスト教徒」は金融・経済だけでなく自然科学の分野でも活躍し、インドでの経験を活かした『インド香料薬草論』（1563年）で独自の薬物学を著したガルシア・デ・オルタ、インド領ポルトガル副王ジョアン・デ・カストロや現地の航海者の協力を得て航海学・天文学・数学を発展させたペドロ・ヌネスなどの人物が現れる。
アジア、アフリカ、アメリカの探索の中でゴメス・エアネス・デ・ズララの『ギネー踏査征服史』、トメ・ピレスの『東洋諸国史』などの地誌が著され、それらの報告者によって未知の土地の経験知がもたらされた。絵画の分野では、『サン・ヴィセンテの祭壇画』の作者とされるヌーノ・ゴンサルヴェスが知られている。ルネサンスの影響は中等教育と高等教育にも及び、修道院、大聖堂に付設された学校、コレジオ、私立学校の教育課程が刷新される。これらの学校ではヘブライ語とギリシア語が教授されるようになり、ラテン語の教育は古典ラテン語の正確な文法知識に基づいて行われるようになった。一方、スコラ哲学と中世的価値観に則った大学の教授と学生は人文主義の潮流に抵抗を示し、自治権への干渉を試みる国家と争った。
1521年に即位したジョアン3世は当初人文主義者を保護する姿勢をとっていたが、治世の後半にはイエズス会と反宗教改革の立場をとる保守的なキリスト教徒の意見を受け入れるようになり、教育機関への経済的援助を打ち切って人文主義者に処罰を与えた。異端審問所の設立と同時期に出版物への検閲が本格化し、1540年から検閲の規則がいくつか公布される。検閲制度による「思想税関」はプロテスタンティズムや新しい思想の流入を未然に阻止し、国内のカトリック信仰の統一の維持に大きな役割を果たした。1547年にイタリア、スペインの先例をモデルにした禁書目録が作成され、異端とされた書物、わいせつでふしだらなことが書かれた書物、魔術書、錬金術書が禁書とされた。ポルトガルの作家の作品の多くが「信仰と良俗に反する」ものと見なされて検閲の対象となり、カモンイス、ヴィセンテらの作品は禁書になり、あるいは一部分が削除された。1548年に創設されたコインブラ学芸学院はポルトガルの人文主義運動の拠点となっていたが、学院で教授される思想はイエズス会のネオ・スコラ思想の攻撃を受け、教授の一部は異端審問所によって追放される。
1555年に人文主義運動の中心地であるコインブラ学芸学院はイエズス会によって運営されるようになり、ジョアン3世から厚い保護を受けたイエズス会は上層階級での影響力を強め、ポルトガル国内の教育を一手に担うようになる。1559年に創設されたエヴォラ大学の運営はイエズス会に委任されており、聖職者が教授を務め、学生の大部分は聖職者の卵だった。異端審問所、イエズス会の活動、検閲制度はポルトガルの科学と文化の発展を停滞させ、思想の締め付けと同時に地下文学が生み出された。

## 歴代国王

### アヴィス家
|    | 名前          | 在位            |
| -- | ------------- | --------------- |
| １ | ジョアン1世   | 1385年 - 1433年 |
| ２ | ドゥアルテ1世 | 1433年 - 1438年 |
| ３ | アフォンソ5世 | 1438年 - 1481年 |
| ４ | ジョアン2世   | 1481年 - 1495年 |

### アヴィス＝ベージャ家
|                 | 名前              | 在位            |
| --------------- | ----------------- | --------------- |
| １              | マヌエル1世       | 1495年 - 1521年 |
| ２              | ジョアン3世       | 1521年 - 1557年 |
| ３              | セバスティアン1世 | 1557年 - 1578年 |
| ４              | エンリケ1世       | 1578年 - 1580年 |
| （※王位請求者） | アントニオ1世     | 1580年 - 1583年 |

## 系図
| コンスタンサ・マヌエル        | コンスタンサ・マヌエル        | コンスタンサ・マヌエル        | コンスタンサ・マヌエル        | コンスタンサ・マヌエル         | コンスタンサ・マヌエル         |                                |                                | ペドロ1世 ポルトガル王         | ペドロ1世 ポルトガル王         | ペドロ1世 ポルトガル王     | ペドロ1世 ポルトガル王     | ペドロ1世 ポルトガル王     | ペドロ1世 ポルトガル王     |  |  | テレサ・ロレンソ                 | テレサ・ロレンソ                 | テレサ・ロレンソ                 | テレサ・ロレンソ                 | テレサ・ロレンソ                 | テレサ・ロレンソ                 |  |  |                                       |                                       |                                       |                                       |                                       |                                       |                  |                  |                              |                            |                            |                            |                            |                            |                         |                         |                          |                          |                          |                          |                            |                            |                            |                            |                                         |                                         |                                         |                                         |                                         |                                         |                                |                                |                                |                                |                                |                                |                                |                                |                        |                        |                            |                            |                            |                            |                              |                              |                              |                              |                              |                              |                            |                            |                            |                            |                            |                            |                            |                            |                            |                            |                            |                            |  |  |  |  |  |  |  |  |  |  |  |  |  |  |  |  |  |  |
| コンスタンサ・マヌエル        | コンスタンサ・マヌエル        | コンスタンサ・マヌエル        | コンスタンサ・マヌエル        | コンスタンサ・マヌエル         | コンスタンサ・マヌエル         |                                |                                | ペドロ1世 ポルトガル王         | ペドロ1世 ポルトガル王         | ペドロ1世 ポルトガル王     | ペドロ1世 ポルトガル王     | ペドロ1世 ポルトガル王     | ペドロ1世 ポルトガル王     |  |  | テレサ・ロレンソ                 | テレサ・ロレンソ                 | テレサ・ロレンソ                 | テレサ・ロレンソ                 | テレサ・ロレンソ                 | テレサ・ロレンソ                 |  |  |                                       |                                       |                                       |                                       |                                       |                                       |                  |                  |                              |                            |                            |                            |                            |                            |                         |                         |                          |                          |                          |                          |                            |                            |                            |                            |                                         |                                         |                                         |                                         |                                         |                                         |                                |                                |                                |                                |                                |                                |                                |                                |                        |                        |                            |                            |                            |                            |                              |                              |                              |                              |                              |                              |                            |                            |                            |                            |                            |                            |                            |                            |                            |                            |                            |                            |  |  |  |  |  |  |  |  |  |  |  |  |  |  |  |  |  |  |
|                               |                               |                               |                               |                                |                                |                                |                                |                                |                                |                            |                            |                            |                            |  |  |                                  |                                  |                                  |                                  |                                  |                                  |  |  |                                       |                                       |                                       |                                       |                                       |                                       |                  |                  |                              |                            |                            |                            |                            |                            |                         |                         |                          |                          |                          |                          |                            |                            |                            |                            |                                         |                                         |                                         |                                         |                                         |                                         |                                |                                |                                |                                |                                |                                |                                |                                |                        |                        |                            |                            |                            |                            |                              |                              |                              |                              |                              |                              |                            |                            |                            |                            |                            |                            |                            |                            |                            |                            |                            |                            |  |  |  |  |  |  |  |  |  |  |  |  |  |  |  |  |  |  |
|                               |                               |                               |                               |                                |                                |                                |                                |                                |                                |                            |                            |                            |                            |  |  |                                  |                                  |                                  |                                  |                                  |                                  |  |  |                                       |                                       |                                       |                                       |                                       |                                       |                  |                  |                              |                            |                            |                            |                            |                            |                         |                         |                          |                          |                          |                          |                            |                            |                            |                            |                                         |                                         |                                         |                                         |                                         |                                         |                                |                                |                                |                                |                                |                                |                                |                                |                        |                        |                            |                            |                            |                            |                              |                              |                              |                              |                              |                              |                            |                            |                            |                            |                            |                            |                            |                            |                            |                            |                            |                            |  |  |  |  |  |  |  |  |  |  |  |  |  |  |  |  |  |  |
| フェルナンド1世 ポルトガル王  | フェルナンド1世 ポルトガル王  | フェルナンド1世 ポルトガル王  | フェルナンド1世 ポルトガル王  | フェルナンド1世 ポルトガル王   | フェルナンド1世 ポルトガル王   |                                |                                | フィリパ・デ・レンカストレ     | フィリパ・デ・レンカストレ     | フィリパ・デ・レンカストレ | フィリパ・デ・レンカストレ | フィリパ・デ・レンカストレ | フィリパ・デ・レンカストレ |  |  | ジョアン1世 ポルトガル王         | ジョアン1世 ポルトガル王         | ジョアン1世 ポルトガル王         | ジョアン1世 ポルトガル王         | ジョアン1世 ポルトガル王         | ジョアン1世 ポルトガル王         |  |  | イネス・ペレス・エステヴェス          | イネス・ペレス・エステヴェス          | イネス・ペレス・エステヴェス          | イネス・ペレス・エステヴェス          | イネス・ペレス・エステヴェス          | イネス・ペレス・エステヴェス          |                  |                  |                              |                            |                            |                            |                            |                            |                         |                         |                          |                          |                          |                          |                            |                            |                            |                            |                                         |                                         |                                         |                                         |                                         |                                         |                                |                                |                                |                                |                                |                                |                                |                                |                        |                        |                            |                            |                            |                            |                              |                              |                              |                              |                              |                              |                            |                            |                            |                            |                            |                            |                            |                            |                            |                            |                            |                            |  |  |  |  |  |  |  |  |  |  |  |  |  |  |  |  |  |  |
| フェルナンド1世 ポルトガル王  | フェルナンド1世 ポルトガル王  | フェルナンド1世 ポルトガル王  | フェルナンド1世 ポルトガル王  | フェルナンド1世 ポルトガル王   | フェルナンド1世 ポルトガル王   |                                |                                | フィリパ・デ・レンカストレ     | フィリパ・デ・レンカストレ     | フィリパ・デ・レンカストレ | フィリパ・デ・レンカストレ | フィリパ・デ・レンカストレ | フィリパ・デ・レンカストレ |  |  | ジョアン1世 ポルトガル王         | ジョアン1世 ポルトガル王         | ジョアン1世 ポルトガル王         | ジョアン1世 ポルトガル王         | ジョアン1世 ポルトガル王         | ジョアン1世 ポルトガル王         |  |  | イネス・ペレス・エステヴェス          | イネス・ペレス・エステヴェス          | イネス・ペレス・エステヴェス          | イネス・ペレス・エステヴェス          | イネス・ペレス・エステヴェス          | イネス・ペレス・エステヴェス          |                  |                  |                              |                            |                            |                            |                            |                            |                         |                         |                          |                          |                          |                          |                            |                            |                            |                            |                                         |                                         |                                         |                                         |                                         |                                         |                                |                                |                                |                                |                                |                                |                                |                                |                        |                        |                            |                            |                            |                            |                              |                              |                              |                              |                              |                              |                            |                            |                            |                            |                            |                            |                            |                            |                            |                            |                            |                            |  |  |  |  |  |  |  |  |  |  |  |  |  |  |  |  |  |  |
|                               |                               |                               |                               |                                |                                |                                |                                |                                |                                |                            |                            |                            |                            |  |  |                                  |                                  |                                  |                                  |                                  |                                  |  |  |                                       |                                       |                                       |                                       |                                       |                                       |                  |                  |                              |                            |                            |                            |                            |                            |                         |                         |                          |                          |                          |                          |                            |                            |                            |                            |                                         |                                         |                                         |                                         |                                         |                                         |                                |                                |                                |                                |                                |                                |                                |                                |                        |                        |                            |                            |                            |                            |                              |                              |                              |                              |                              |                              |                            |                            |                            |                            |                            |                            |                            |                            |                            |                            |                            |                            |  |  |  |  |  |  |  |  |  |  |  |  |  |  |  |  |  |  |
|                               |                               |                               |                               |                                |                                |                                |                                |                                |                                |                            |                            |                            |                            |  |  |                                  |                                  |                                  |                                  |                                  |                                  |  |  |                                       |                                       |                                       |                                       |                                       |                                       |                  |                  |                              |                            |                            |                            |                            |                            |                         |                         |                          |                          |                          |                          |                            |                            |                            |                            |                                         |                                         |                                         |                                         |                                         |                                         |                                |                                |                                |                                |                                |                                |                                |                                |                        |                        |                            |                            |                            |                            |                              |                              |                              |                              |                              |                              |                            |                            |                            |                            |                            |                            |                            |                            |                            |                            |                            |                            |  |  |  |  |  |  |  |  |  |  |  |  |  |  |  |  |  |  |
| ベアトリス （ポルトガル女王） | ベアトリス （ポルトガル女王） | ベアトリス （ポルトガル女王） | ベアトリス （ポルトガル女王） | ベアトリス （ポルトガル女王）  | ベアトリス （ポルトガル女王）  |                                |                                |                                |                                |                            |                            |                            |                            |  |  |                                  |                                  |                                  |                                  |                                  |                                  |  |  |                                       |                                       |                                       |                                       |                                       |                                       |                  |                  |                              |                            |                            |                            |                            |                            |                         |                         |                          |                          |                          |                          |                            |                            |                            |                            |                                         |                                         |                                         |                                         |                                         |                                         |                                |                                |                                |                                |                                |                                |                                |                                |                        |                        |                            |                            |                            |                            | アフォンソ1世 ブラガンサ公   | アフォンソ1世 ブラガンサ公   | アフォンソ1世 ブラガンサ公   | アフォンソ1世 ブラガンサ公   | アフォンソ1世 ブラガンサ公   | アフォンソ1世 ブラガンサ公   |                            |                            |                            |                            |                            |                            |                            |                            |                            |                            |                            |                            |  |  |  |  |  |  |  |  |  |  |  |  |  |  |  |  |  |  |
| ベアトリス （ポルトガル女王） | ベアトリス （ポルトガル女王） | ベアトリス （ポルトガル女王） | ベアトリス （ポルトガル女王） | ベアトリス （ポルトガル女王）  | ベアトリス （ポルトガル女王）  |                                |                                |                                |                                |                            |                            |                            |                            |  |  |                                  |                                  |                                  |                                  |                                  |                                  |  |  |                                       |                                       |                                       |                                       |                                       |                                       |                  |                  |                              |                            |                            |                            |                            |                            |                         |                         |                          |                          |                          |                          |                            |                            |                            |                            |                                         |                                         |                                         |                                         |                                         |                                         |                                |                                |                                |                                |                                |                                |                                |                                |                        |                        |                            |                            |                            |                            | アフォンソ1世 ブラガンサ公   | アフォンソ1世 ブラガンサ公   | アフォンソ1世 ブラガンサ公   | アフォンソ1世 ブラガンサ公   | アフォンソ1世 ブラガンサ公   | アフォンソ1世 ブラガンサ公   |                            |                            |                            |                            |                            |                            |                            |                            |                            |                            |                            |                            |  |  |  |  |  |  |  |  |  |  |  |  |  |  |  |  |  |  |
|                               |                               |                               |                               |                                |                                |                                |                                |                                |                                |                            |                            |                            |                            |  |  |                                  |                                  |                                  |                                  |                                  |                                  |  |  |                                       |                                       |                                       |                                       |                                       |                                       |                  |                  |                              |                            |                            |                            |                            |                            |                         |                         |                          |                          |                          |                          |                            |                            |                            |                            |                                         |                                         |                                         |                                         |                                         |                                         |                                |                                |                                |                                |                                |                                |                                |                                |                        |                        |                            |                            |                            |                            |                              |                              |                              |                              |                              |                              |                            |                            |                            |                            |                            |                            |                            |                            |                            |                            |                            |                            |  |  |  |  |  |  |  |  |  |  |  |  |  |  |  |  |  |  |
| レオノール・デ・アラゴン      | レオノール・デ・アラゴン      | レオノール・デ・アラゴン      | レオノール・デ・アラゴン      | レオノール・デ・アラゴン       | レオノール・デ・アラゴン       |                                |                                | ドゥアルテ1世 ポルトガル王     | ドゥアルテ1世 ポルトガル王     | ドゥアルテ1世 ポルトガル王 | ドゥアルテ1世 ポルトガル王 | ドゥアルテ1世 ポルトガル王 | ドゥアルテ1世 ポルトガル王 |  |  | ベドロ コインブラ公              | ベドロ コインブラ公              | ベドロ コインブラ公              | ベドロ コインブラ公              | ベドロ コインブラ公              | ベドロ コインブラ公              |  |  |                                       |                                       | エンリケ航海王子                      | エンリケ航海王子                      | エンリケ航海王子                      | エンリケ航海王子                      | エンリケ航海王子 | エンリケ航海王子 |                              |                            | フェルナンド聖王子         | フェルナンド聖王子         | フェルナンド聖王子         | フェルナンド聖王子         | フェルナンド聖王子      | フェルナンド聖王子      |                          |                          |                          |                          | ジョアン                   | ジョアン                   | ジョアン                   | ジョアン                   | ジョアン                                | ジョアン                                |                                         |                                         | イザベル・デ・バルセロス                | イザベル・デ・バルセロス                | イザベル・デ・バルセロス       | イザベル・デ・バルセロス       | イザベル・デ・バルセロス       | イザベル・デ・バルセロス       |                                |                                |                                |                                |                        |                        |                            |                            |                            |                            | フェルナンド1世 ブラガンサ公 | フェルナンド1世 ブラガンサ公 | フェルナンド1世 ブラガンサ公 | フェルナンド1世 ブラガンサ公 | フェルナンド1世 ブラガンサ公 | フェルナンド1世 ブラガンサ公 |                            |                            |                            |                            |                            |                            |                            |                            |                            |                            |                            |                            |  |  |  |  |  |  |  |  |  |  |  |  |  |  |  |  |  |  |
| レオノール・デ・アラゴン      | レオノール・デ・アラゴン      | レオノール・デ・アラゴン      | レオノール・デ・アラゴン      | レオノール・デ・アラゴン       | レオノール・デ・アラゴン       |                                |                                | ドゥアルテ1世 ポルトガル王     | ドゥアルテ1世 ポルトガル王     | ドゥアルテ1世 ポルトガル王 | ドゥアルテ1世 ポルトガル王 | ドゥアルテ1世 ポルトガル王 | ドゥアルテ1世 ポルトガル王 |  |  | ベドロ コインブラ公              | ベドロ コインブラ公              | ベドロ コインブラ公              | ベドロ コインブラ公              | ベドロ コインブラ公              | ベドロ コインブラ公              |  |  |                                       |                                       | エンリケ航海王子                      | エンリケ航海王子                      | エンリケ航海王子                      | エンリケ航海王子                      | エンリケ航海王子 | エンリケ航海王子 |                              |                            | フェルナンド聖王子         | フェルナンド聖王子         | フェルナンド聖王子         | フェルナンド聖王子         | フェルナンド聖王子      | フェルナンド聖王子      |                          |                          |                          |                          | ジョアン                   | ジョアン                   | ジョアン                   | ジョアン                   | ジョアン                                | ジョアン                                |                                         |                                         | イザベル・デ・バルセロス                | イザベル・デ・バルセロス                | イザベル・デ・バルセロス       | イザベル・デ・バルセロス       | イザベル・デ・バルセロス       | イザベル・デ・バルセロス       |                                |                                |                                |                                |                        |                        |                            |                            |                            |                            | フェルナンド1世 ブラガンサ公 | フェルナンド1世 ブラガンサ公 | フェルナンド1世 ブラガンサ公 | フェルナンド1世 ブラガンサ公 | フェルナンド1世 ブラガンサ公 | フェルナンド1世 ブラガンサ公 |                            |                            |                            |                            |                            |                            |                            |                            |                            |                            |                            |                            |  |  |  |  |  |  |  |  |  |  |  |  |  |  |  |  |  |  |
|                               |                               |                               |                               |                                |                                |                                |                                |                                |                                |                            |                            |                            |                            |  |  |                                  |                                  |                                  |                                  |                                  |                                  |  |  |                                       |                                       |                                       |                                       |                                       |                                       |                  |                  |                              |                            |                            |                            |                            |                            |                         |                         |                          |                          |                          |                          |                            |                            |                            |                            |                                         |                                         |                                         |                                         |                                         |                                         |                                |                                |                                |                                |                                |                                |                                |                                |                        |                        |                            |                            |                            |                            |                              |                              |                              |                              |                              |                              |                            |                            |                            |                            |                            |                            |                            |                            |                            |                            |                            |                            |  |  |  |  |  |  |  |  |  |  |  |  |  |  |  |  |  |  |
|                               |                               |                               |                               |                                |                                |                                |                                |                                |                                |                            |                            |                            |                            |  |  |                                  |                                  |                                  |                                  |                                  |                                  |  |  |                                       |                                       |                                       |                                       |                                       |                                       |                  |                  |                              |                            |                            |                            |                            |                            |                         |                         |                          |                          |                          |                          |                            |                            |                            |                            |                                         |                                         |                                         |                                         |                                         |                                         |                                |                                |                                |                                |                                |                                |                                |                                |                        |                        |                            |                            |                            |                            |                              |                              |                              |                              |                              |                              |                            |                            |                            |                            |                            |                            |                            |                            |                            |                            |                            |                            |  |  |  |  |  |  |  |  |  |  |  |  |  |  |  |  |  |  |
|                               |                               |                               |                               |                                |                                |                                |                                |                                |                                |                            |                            |                            |                            |  |  |                                  |                                  |                                  |                                  |                                  |                                  |  |  |                                       |                                       |                                       |                                       |                                       |                                       |                  |                  |                              |                            |                            |                            |                            |                            |                         |                         |                          |                          |                          |                          |                            |                            |                            |                            |                                         |                                         |                                         |                                         |                                         |                                         |                                |                                |                                |                                |                                |                                |                                |                                |                        |                        |                            |                            |                            |                            |                              |                              |                              |                              |                              |                              |                            |                            |                            |                            |                            |                            |                            |                            |                            |                            |                            |                            |  |  |  |  |  |  |  |  |  |  |  |  |  |  |  |  |  |  |
|                               |                               |                               |                               |                                |                                |                                |                                |                                |                                |                            |                            |                            |                            |  |  |                                  |                                  |                                  |                                  |                                  |                                  |  |  |                                       |                                       |                                       |                                       |                                       |                                       |                  |                  |                              |                            |                            |                            |                            |                            |                         |                         |                          |                          |                          |                          |                            |                            |                            |                            |                                         |                                         |                                         |                                         |                                         |                                         |                                |                                |                                |                                |                                |                                |                                |                                |                        |                        |                            |                            |                            |                            |                              |                              |                              |                              |                              |                              |                            |                            |                            |                            |                            |                            |                            |                            |                            |                            |                            |                            |  |  |  |  |  |  |  |  |  |  |  |  |  |  |  |  |  |  |
| アフォンソ5世 ポルトガル王    | アフォンソ5世 ポルトガル王    | アフォンソ5世 ポルトガル王    | アフォンソ5世 ポルトガル王    | アフォンソ5世 ポルトガル王     | アフォンソ5世 ポルトガル王     |                                |                                | イザベル・デ・コインブラ       | イザベル・デ・コインブラ       | イザベル・デ・コインブラ   | イザベル・デ・コインブラ   | イザベル・デ・コインブラ   | イザベル・デ・コインブラ   |  |  | ペドロ5世 （アラゴン王）         | ペドロ5世 （アラゴン王）         | ペドロ5世 （アラゴン王）         | ペドロ5世 （アラゴン王）         | ペドロ5世 （アラゴン王）         | ペドロ5世 （アラゴン王）         |  |  | フリードリヒ3世 神聖ローマ皇帝        | フリードリヒ3世 神聖ローマ皇帝        | フリードリヒ3世 神聖ローマ皇帝        | フリードリヒ3世 神聖ローマ皇帝        | フリードリヒ3世 神聖ローマ皇帝        | フリードリヒ3世 神聖ローマ皇帝        |                  |                  | レオノール                   | レオノール                 | レオノール                 | レオノール                 | レオノール                 | レオノール                 |                         |                         | フェルナンド ヴィゼウ公  | フェルナンド ヴィゼウ公  | フェルナンド ヴィゼウ公  | フェルナンド ヴィゼウ公  | フェルナンド ヴィゼウ公    | フェルナンド ヴィゼウ公    |                            |                            | ベアトリス                              | ベアトリス                              | ベアトリス                              | ベアトリス                              | ベアトリス                              | ベアトリス                              |                                |                                | イザベル                       | イザベル                       | イザベル                       | イザベル                       | イザベル                       | イザベル                       |                        |                        | フアン2世 カスティーリャ王 | フアン2世 カスティーリャ王 | フアン2世 カスティーリャ王 | フアン2世 カスティーリャ王 | フアン2世 カスティーリャ王   | フアン2世 カスティーリャ王   |                              |                              |                              |                              |                            |                            |                            |                            |                            |                            |                            |                            |                            |                            |                            |                            |  |  |  |  |  |  |  |  |  |  |  |  |  |  |  |  |  |  |
| アフォンソ5世 ポルトガル王    | アフォンソ5世 ポルトガル王    | アフォンソ5世 ポルトガル王    | アフォンソ5世 ポルトガル王    | アフォンソ5世 ポルトガル王     | アフォンソ5世 ポルトガル王     |                                |                                | イザベル・デ・コインブラ       | イザベル・デ・コインブラ       | イザベル・デ・コインブラ   | イザベル・デ・コインブラ   | イザベル・デ・コインブラ   | イザベル・デ・コインブラ   |  |  | ペドロ5世 （アラゴン王）         | ペドロ5世 （アラゴン王）         | ペドロ5世 （アラゴン王）         | ペドロ5世 （アラゴン王）         | ペドロ5世 （アラゴン王）         | ペドロ5世 （アラゴン王）         |  |  | フリードリヒ3世 神聖ローマ皇帝        | フリードリヒ3世 神聖ローマ皇帝        | フリードリヒ3世 神聖ローマ皇帝        | フリードリヒ3世 神聖ローマ皇帝        | フリードリヒ3世 神聖ローマ皇帝        | フリードリヒ3世 神聖ローマ皇帝        |                  |                  | レオノール                   | レオノール                 | レオノール                 | レオノール                 | レオノール                 | レオノール                 |                         |                         | フェルナンド ヴィゼウ公  | フェルナンド ヴィゼウ公  | フェルナンド ヴィゼウ公  | フェルナンド ヴィゼウ公  | フェルナンド ヴィゼウ公    | フェルナンド ヴィゼウ公    |                            |                            | ベアトリス                              | ベアトリス                              | ベアトリス                              | ベアトリス                              | ベアトリス                              | ベアトリス                              |                                |                                | イザベル                       | イザベル                       | イザベル                       | イザベル                       | イザベル                       | イザベル                       |                        |                        | フアン2世 カスティーリャ王 | フアン2世 カスティーリャ王 | フアン2世 カスティーリャ王 | フアン2世 カスティーリャ王 | フアン2世 カスティーリャ王   | フアン2世 カスティーリャ王   |                              |                              |                              |                              |                            |                            |                            |                            |                            |                            |                            |                            |                            |                            |                            |                            |  |  |  |  |  |  |  |  |  |  |  |  |  |  |  |  |  |  |
|                               |                               |                               |                               |                                |                                |                                |                                |                                |                                |                            |                            |                            |                            |  |  |                                  |                                  |                                  |                                  |                                  |                                  |  |  |                                       |                                       |                                       |                                       |                                       |                                       |                  |                  |                              |                            |                            |                            |                            |                            |                         |                         |                          |                          |                          |                          |                            |                            |                            |                            |                                         |                                         |                                         |                                         |                                         |                                         |                                |                                |                                |                                |                                |                                |                                |                                |                        |                        |                            |                            |                            |                            |                              |                              |                              |                              |                              |                              |                            |                            |                            |                            |                            |                            |                            |                            |                            |                            |                            |                            |  |  |  |  |  |  |  |  |  |  |  |  |  |  |  |  |  |  |
|                               |                               |                               |                               |                                |                                |                                |                                |                                |                                |                            |                            |                            |                            |  |  |                                  |                                  |                                  |                                  |                                  |                                  |  |  |                                       |                                       |                                       |                                       |                                       |                                       |                  |                  |                              |                            |                            |                            |                            |                            |                         |                         |                          |                          |                          |                          |                            |                            |                            |                            |                                         |                                         |                                         |                                         |                                         |                                         |                                |                                |                                |                                |                                |                                |                                |                                |                        |                        |                            |                            |                            |                            |                              |                              |                              |                              |                              |                              |                            |                            |                            |                            |                            |                            |                            |                            |                            |                            |                            |                            |  |  |  |  |  |  |  |  |  |  |  |  |  |  |  |  |  |  |
|                               |                               |                               |                               |                                |                                |                                |                                |                                |                                |                            |                            |                            |                            |  |  |                                  |                                  |                                  |                                  |                                  |                                  |  |  |                                       |                                       |                                       |                                       |                                       |                                       |                  |                  |                              |                            |                            |                            |                            |                            |                         |                         |                          |                          |                          |                          |                            |                            |                            |                            |                                         |                                         |                                         |                                         |                                         |                                         |                                |                                |                                |                                |                                |                                |                                |                                |                        |                        |                            |                            |                            |                            |                              |                              |                              |                              |                              |                              |                            |                            |                            |                            |                            |                            |                            |                            |                            |                            |                            |                            |  |  |  |  |  |  |  |  |  |  |  |  |  |  |  |  |  |  |
|                               |                               |                               |                               |                                |                                |                                |                                |                                |                                |                            |                            |                            |                            |  |  |                                  |                                  |                                  |                                  |                                  |                                  |  |  |                                       |                                       |                                       |                                       |                                       |                                       |                  |                  |                              |                            |                            |                            |                            |                            |                         |                         |                          |                          |                          |                          |                            |                            |                            |                            |                                         |                                         |                                         |                                         |                                         |                                         |                                |                                |                                |                                |                                |                                |                                |                                |                        |                        |                            |                            |                            |                            |                              |                              |                              |                              |                              |                              |                            |                            |                            |                            |                            |                            |                            |                            |                            |                            |                            |                            |  |  |  |  |  |  |  |  |  |  |  |  |  |  |  |  |  |  |
| ジョアン2世 ポルトガル王      | ジョアン2世 ポルトガル王      | ジョアン2世 ポルトガル王      | ジョアン2世 ポルトガル王      | ジョアン2世 ポルトガル王       | ジョアン2世 ポルトガル王       |                                |                                | レオノール・デ・ヴィゼウ       | レオノール・デ・ヴィゼウ       | レオノール・デ・ヴィゼウ   | レオノール・デ・ヴィゼウ   | レオノール・デ・ヴィゼウ   | レオノール・デ・ヴィゼウ   |  |  | マクシミリアン1世 神聖ローマ皇帝 | マクシミリアン1世 神聖ローマ皇帝 | マクシミリアン1世 神聖ローマ皇帝 | マクシミリアン1世 神聖ローマ皇帝 | マクシミリアン1世 神聖ローマ皇帝 | マクシミリアン1世 神聖ローマ皇帝 |  |  |                                       |                                       |                                       |                                       |                                       |                                       |                  |                  |                              |                            |                            |                            |                            |                            |                         |                         |                          |                          |                          |                          | フェルナンド2世 アラゴン王 | フェルナンド2世 アラゴン王 | フェルナンド2世 アラゴン王 | フェルナンド2世 アラゴン王 | フェルナンド2世 アラゴン王              | フェルナンド2世 アラゴン王              |                                         |                                         | イサベル1世 カスティーリャ女王          | イサベル1世 カスティーリャ女王          | イサベル1世 カスティーリャ女王 | イサベル1世 カスティーリャ女王 | イサベル1世 カスティーリャ女王 | イサベル1世 カスティーリャ女王 |                                |                                | イザベル・デ・ヴィゼウ         | イザベル・デ・ヴィゼウ         | イザベル・デ・ヴィゼウ | イザベル・デ・ヴィゼウ | イザベル・デ・ヴィゼウ     | イザベル・デ・ヴィゼウ     |                            |                            | フェルナンド2世 ブラガンサ公 | フェルナンド2世 ブラガンサ公 | フェルナンド2世 ブラガンサ公 | フェルナンド2世 ブラガンサ公 | フェルナンド2世 ブラガンサ公 | フェルナンド2世 ブラガンサ公 |                            |                            |                            |                            |                            |                            |                            |                            |                            |                            |                            |                            |  |  |  |  |  |  |  |  |  |  |  |  |  |  |  |  |  |  |
| ジョアン2世 ポルトガル王      | ジョアン2世 ポルトガル王      | ジョアン2世 ポルトガル王      | ジョアン2世 ポルトガル王      | ジョアン2世 ポルトガル王       | ジョアン2世 ポルトガル王       |                                |                                | レオノール・デ・ヴィゼウ       | レオノール・デ・ヴィゼウ       | レオノール・デ・ヴィゼウ   | レオノール・デ・ヴィゼウ   | レオノール・デ・ヴィゼウ   | レオノール・デ・ヴィゼウ   |  |  | マクシミリアン1世 神聖ローマ皇帝 | マクシミリアン1世 神聖ローマ皇帝 | マクシミリアン1世 神聖ローマ皇帝 | マクシミリアン1世 神聖ローマ皇帝 | マクシミリアン1世 神聖ローマ皇帝 | マクシミリアン1世 神聖ローマ皇帝 |  |  |                                       |                                       |                                       |                                       |                                       |                                       |                  |                  |                              |                            |                            |                            |                            |                            |                         |                         |                          |                          |                          |                          | フェルナンド2世 アラゴン王 | フェルナンド2世 アラゴン王 | フェルナンド2世 アラゴン王 | フェルナンド2世 アラゴン王 | フェルナンド2世 アラゴン王              | フェルナンド2世 アラゴン王              |                                         |                                         | イサベル1世 カスティーリャ女王          | イサベル1世 カスティーリャ女王          | イサベル1世 カスティーリャ女王 | イサベル1世 カスティーリャ女王 | イサベル1世 カスティーリャ女王 | イサベル1世 カスティーリャ女王 |                                |                                | イザベル・デ・ヴィゼウ         | イザベル・デ・ヴィゼウ         | イザベル・デ・ヴィゼウ | イザベル・デ・ヴィゼウ | イザベル・デ・ヴィゼウ     | イザベル・デ・ヴィゼウ     |                            |                            | フェルナンド2世 ブラガンサ公 | フェルナンド2世 ブラガンサ公 | フェルナンド2世 ブラガンサ公 | フェルナンド2世 ブラガンサ公 | フェルナンド2世 ブラガンサ公 | フェルナンド2世 ブラガンサ公 |                            |                            |                            |                            |                            |                            |                            |                            |                            |                            |                            |                            |  |  |  |  |  |  |  |  |  |  |  |  |  |  |  |  |  |  |
|                               |                               |                               |                               |                                |                                |                                |                                |                                |                                |                            |                            |                            |                            |  |  |                                  |                                  |                                  |                                  |                                  |                                  |  |  |                                       |                                       |                                       |                                       |                                       |                                       |                  |                  |                              |                            |                            |                            |                            |                            |                         |                         |                          |                          |                          |                          |                            |                            |                            |                            |                                         |                                         |                                         |                                         |                                         |                                         |                                |                                |                                |                                |                                |                                |                                |                                |                        |                        |                            |                            |                            |                            |                              |                              |                              |                              |                              |                              |                            |                            |                            |                            |                            |                            |                            |                            |                            |                            |                            |                            |  |  |  |  |  |  |  |  |  |  |  |  |  |  |  |  |  |  |
|                               |                               |                               |                               |                                |                                |                                |                                |                                |                                |                            |                            |                            |                            |  |  |                                  |                                  |                                  |                                  |                                  |                                  |  |  |                                       |                                       |                                       |                                       |                                       |                                       |                  |                  |                              |                            |                            |                            |                            |                            |                         |                         |                          |                          |                          |                          |                            |                            |                            |                            |                                         |                                         |                                         |                                         |                                         |                                         |                                |                                |                                |                                |                                |                                |                                |                                |                        |                        |                            |                            |                            |                            |                              |                              |                              |                              |                              |                              |                            |                            |                            |                            |                            |                            |                            |                            |                            |                            |                            |                            |  |  |  |  |  |  |  |  |  |  |  |  |  |  |  |  |  |  |
|                               |                               |                               |                               |                                |                                |                                |                                |                                |                                |                            |                            |                            |                            |  |  |                                  |                                  |                                  |                                  |                                  |                                  |  |  |                                       |                                       |                                       |                                       |                                       |                                       |                  |                  |                              |                            |                            |                            |                            |                            |                         |                         |                          |                          |                          |                          |                            |                            |                            |                            |                                         |                                         |                                         |                                         |                                         |                                         |                                |                                |                                |                                |                                |                                |                                |                                |                        |                        |                            |                            |                            |                            |                              |                              |                              |                              |                              |                              |                            |                            |                            |                            |                            |                            |                            |                            |                            |                            |                            |                            |  |  |  |  |  |  |  |  |  |  |  |  |  |  |  |  |  |  |
|                               |                               |                               |                               |                                |                                |                                |                                |                                |                                |                            |                            |                            |                            |  |  |                                  |                                  |                                  |                                  |                                  |                                  |  |  |                                       |                                       |                                       |                                       |                                       |                                       |                  |                  |                              |                            |                            |                            |                            |                            |                         |                         |                          |                          |                          |                          |                            |                            |                            |                            |                                         |                                         |                                         |                                         |                                         |                                         |                                |                                |                                |                                |                                |                                |                                |                                |                        |                        |                            |                            |                            |                            |                              |                              |                              |                              |                              |                              |                            |                            |                            |                            |                            |                            |                            |                            |                            |                            |                            |                            |  |  |  |  |  |  |  |  |  |  |  |  |  |  |  |  |  |  |
| ジョルジェ コインブラ公       | ジョルジェ コインブラ公       | ジョルジェ コインブラ公       | ジョルジェ コインブラ公       | ジョルジェ コインブラ公        | ジョルジェ コインブラ公        |                                |                                | アフォンソ                     | アフォンソ                     | アフォンソ                 | アフォンソ                 | アフォンソ                 | アフォンソ                 |  |  | フィリップ美公                   | フィリップ美公                   | フィリップ美公                   | フィリップ美公                   | フィリップ美公                   | フィリップ美公                   |  |  | フアナ カスティーリャ女王             | フアナ カスティーリャ女王             | フアナ カスティーリャ女王             | フアナ カスティーリャ女王             | フアナ カスティーリャ女王             | フアナ カスティーリャ女王             |                  |                  | イザベル・デ・アラゴン       | イザベル・デ・アラゴン     | イザベル・デ・アラゴン     | イザベル・デ・アラゴン     | イザベル・デ・アラゴン     | イザベル・デ・アラゴン     |                         |                         | マヌエル1世 ポルトガル王 | マヌエル1世 ポルトガル王 | マヌエル1世 ポルトガル王 | マヌエル1世 ポルトガル王 | マヌエル1世 ポルトガル王   | マヌエル1世 ポルトガル王   |                            |                            | マリア・デ・アラゴン                    | マリア・デ・アラゴン                    | マリア・デ・アラゴン                    | マリア・デ・アラゴン                    | マリア・デ・アラゴン                    | マリア・デ・アラゴン                    |                                |                                |                                |                                |                                |                                |                                |                                |                        |                        | ジャイメ1世 ブラガンサ公   | ジャイメ1世 ブラガンサ公   | ジャイメ1世 ブラガンサ公   | ジャイメ1世 ブラガンサ公   | ジャイメ1世 ブラガンサ公     | ジャイメ1世 ブラガンサ公     |                              |                              |                              |                              |                            |                            |                            |                            |                            |                            |                            |                            |                            |                            |                            |                            |  |  |  |  |  |  |  |  |  |  |  |  |  |  |  |  |  |  |
| ジョルジェ コインブラ公       | ジョルジェ コインブラ公       | ジョルジェ コインブラ公       | ジョルジェ コインブラ公       | ジョルジェ コインブラ公        | ジョルジェ コインブラ公        |                                |                                | アフォンソ                     | アフォンソ                     | アフォンソ                 | アフォンソ                 | アフォンソ                 | アフォンソ                 |  |  | フィリップ美公                   | フィリップ美公                   | フィリップ美公                   | フィリップ美公                   | フィリップ美公                   | フィリップ美公                   |  |  | フアナ カスティーリャ女王             | フアナ カスティーリャ女王             | フアナ カスティーリャ女王             | フアナ カスティーリャ女王             | フアナ カスティーリャ女王             | フアナ カスティーリャ女王             |                  |                  | イザベル・デ・アラゴン       | イザベル・デ・アラゴン     | イザベル・デ・アラゴン     | イザベル・デ・アラゴン     | イザベル・デ・アラゴン     | イザベル・デ・アラゴン     |                         |                         | マヌエル1世 ポルトガル王 | マヌエル1世 ポルトガル王 | マヌエル1世 ポルトガル王 | マヌエル1世 ポルトガル王 | マヌエル1世 ポルトガル王   | マヌエル1世 ポルトガル王   |                            |                            | マリア・デ・アラゴン                    | マリア・デ・アラゴン                    | マリア・デ・アラゴン                    | マリア・デ・アラゴン                    | マリア・デ・アラゴン                    | マリア・デ・アラゴン                    |                                |                                |                                |                                |                                |                                |                                |                                |                        |                        | ジャイメ1世 ブラガンサ公   | ジャイメ1世 ブラガンサ公   | ジャイメ1世 ブラガンサ公   | ジャイメ1世 ブラガンサ公   | ジャイメ1世 ブラガンサ公     | ジャイメ1世 ブラガンサ公     |                              |                              |                              |                              |                            |                            |                            |                            |                            |                            |                            |                            |                            |                            |                            |                            |  |  |  |  |  |  |  |  |  |  |  |  |  |  |  |  |  |  |
|                               |                               |                               |                               |                                |                                |                                |                                |                                |                                |                            |                            |                            |                            |  |  |                                  |                                  |                                  |                                  |                                  |                                  |  |  |                                       |                                       |                                       |                                       |                                       |                                       |                  |                  |                              |                            |                            |                            |                            |                            |                         |                         |                          |                          |                          |                          |                            |                            |                            |                            |                                         |                                         |                                         |                                         |                                         |                                         |                                |                                |                                |                                |                                |                                |                                |                                |                        |                        |                            |                            |                            |                            |                              |                              |                              |                              |                              |                              |                            |                            |                            |                            |                            |                            |                            |                            |                            |                            |                            |                            |  |  |  |  |  |  |  |  |  |  |  |  |  |  |  |  |  |  |
|                               |                               |                               |                               |                                |                                |                                |                                |                                |                                |                            |                            |                            |                            |  |  |                                  |                                  |                                  |                                  |                                  |                                  |  |  |                                       |                                       |                                       |                                       |                                       |                                       |                  |                  |                              |                            |                            |                            |                            |                            |                         |                         |                          |                          |                          |                          |                            |                            |                            |                            |                                         |                                         |                                         |                                         |                                         |                                         |                                |                                |                                |                                |                                |                                |                                |                                |                        |                        |                            |                            |                            |                            |                              |                              |                              |                              |                              |                              |                            |                            |                            |                            |                            |                            |                            |                            |                            |                            |                            |                            |  |  |  |  |  |  |  |  |  |  |  |  |  |  |  |  |  |  |
|                               |                               |                               |                               |                                |                                |                                |                                |                                |                                |                            |                            |                            |                            |  |  |                                  |                                  |                                  |                                  |                                  |                                  |  |  |                                       |                                       |                                       |                                       |                                       |                                       |                  |                  | レオノール・デ・アウストリア |                            |                            |                            |                            |                            |                         |                         |                          |                          |                          |                          |                            |                            |                            |                            |                                         |                                         |                                         |                                         |                                         |                                         |                                |                                |                                |                                |                                |                                |                                |                                |                        |                        |                            |                            |                            |                            |                              |                              |                              |                              |                              |                              |                            |                            |                            |                            |                            |                            |                            |                            |                            |                            |                            |                            |  |  |  |  |  |  |  |  |  |  |  |  |  |  |  |  |  |  |
|                               |                               |                               |                               |                                |                                |                                |                                |                                |                                |                            |                            |                            |                            |  |  |                                  |                                  |                                  |                                  |                                  |                                  |  |  |                                       |                                       |                                       |                                       |                                       |                                       |                  |                  |                              |                            |                            |                            |                            |                            |                         |                         |                          |                          |                          |                          |                            |                            |                            |                            |                                         |                                         |                                         |                                         |                                         |                                         |                                |                                |                                |                                |                                |                                |                                |                                |                        |                        |                            |                            |                            |                            |                              |                              |                              |                              |                              |                              |                            |                            |                            |                            |                            |                            |                            |                            |                            |                            |                            |                            |  |  |  |  |  |  |  |  |  |  |  |  |  |  |  |  |  |  |
|                               |                               |                               |                               |                                |                                |                                |                                |                                |                                |                            |                            |                            |                            |  |  |                                  |                                  |                                  |                                  |                                  |                                  |  |  |                                       |                                       |                                       |                                       |                                       |                                       |                  |                  |                              |                            |                            |                            |                            |                            |                         |                         |                          |                          |                          |                          |                            |                            |                            |                            |                                         |                                         |                                         |                                         |                                         |                                         |                                |                                |                                |                                |                                |                                |                                |                                |                        |                        |                            |                            |                            |                            |                              |                              |                              |                              |                              |                              |                            |                            |                            |                            |                            |                            |                            |                            |                            |                            |                            |                            |  |  |  |  |  |  |  |  |  |  |  |  |  |  |  |  |  |  |
|                               |                               |                               |                               |                                |                                |                                |                                |                                |                                |                            |                            |                            |                            |  |  |                                  |                                  |                                  |                                  |                                  |                                  |  |  |                                       |                                       |                                       |                                       |                                       |                                       |                  |                  |                              |                            |                            |                            |                            |                            |                         |                         |                          |                          |                          |                          |                            |                            |                            |                            |                                         |                                         |                                         |                                         |                                         |                                         |                                |                                |                                |                                |                                |                                |                                |                                |                        |                        |                            |                            |                            |                            |                              |                              |                              |                              |                              |                              |                            |                            |                            |                            |                            |                            |                            |                            |                            |                            |                            |                            |  |  |  |  |  |  |  |  |  |  |  |  |  |  |  |  |  |  |
| カタリナ・デ・アウストリア    | カタリナ・デ・アウストリア    | カタリナ・デ・アウストリア    | カタリナ・デ・アウストリア    | カタリナ・デ・アウストリア     | カタリナ・デ・アウストリア     |                                |                                | ジョアン3世 ポルトガル王       | ジョアン3世 ポルトガル王       | ジョアン3世 ポルトガル王   | ジョアン3世 ポルトガル王   | ジョアン3世 ポルトガル王   | ジョアン3世 ポルトガル王   |  |  | イザベル                         | イザベル                         | イザベル                         | イザベル                         | イザベル                         | イザベル                         |  |  | カルロス1世 スペイン王 神聖ローマ皇帝 | カルロス1世 スペイン王 神聖ローマ皇帝 | カルロス1世 スペイン王 神聖ローマ皇帝 | カルロス1世 スペイン王 神聖ローマ皇帝 | カルロス1世 スペイン王 神聖ローマ皇帝 | カルロス1世 スペイン王 神聖ローマ皇帝 |                  |                  | ベアトリス                   | ベアトリス                 | ベアトリス                 | ベアトリス                 | ベアトリス                 | ベアトリス                 |                         |                         | カルロ3世 サヴォイア公   | カルロ3世 サヴォイア公   | カルロ3世 サヴォイア公   | カルロ3世 サヴォイア公   | カルロ3世 サヴォイア公     | カルロ3世 サヴォイア公     |                            |                            | エンリケ1世 ポルトガル王                | エンリケ1世 ポルトガル王                | エンリケ1世 ポルトガル王                | エンリケ1世 ポルトガル王                | エンリケ1世 ポルトガル王                | エンリケ1世 ポルトガル王                |                                |                                | ルイス ベージャ公              | ルイス ベージャ公              | ルイス ベージャ公              | ルイス ベージャ公              | ルイス ベージャ公              | ルイス ベージャ公              |                        |                        | ドゥアルテ ギマランイス公  | ドゥアルテ ギマランイス公  | ドゥアルテ ギマランイス公  | ドゥアルテ ギマランイス公  | ドゥアルテ ギマランイス公    | ドゥアルテ ギマランイス公    |                              |                              | イザベル・デ・ブラガンサ     | イザベル・デ・ブラガンサ     | イザベル・デ・ブラガンサ   | イザベル・デ・ブラガンサ   | イザベル・デ・ブラガンサ   | イザベル・デ・ブラガンサ   |                            |                            | テオドジオ1世 ブラガンサ公 | テオドジオ1世 ブラガンサ公 | テオドジオ1世 ブラガンサ公 | テオドジオ1世 ブラガンサ公 | テオドジオ1世 ブラガンサ公 | テオドジオ1世 ブラガンサ公 |  |  |  |  |  |  |  |  |  |  |  |  |  |  |  |  |  |  |
| カタリナ・デ・アウストリア    | カタリナ・デ・アウストリア    | カタリナ・デ・アウストリア    | カタリナ・デ・アウストリア    | カタリナ・デ・アウストリア     | カタリナ・デ・アウストリア     |                                |                                | ジョアン3世 ポルトガル王       | ジョアン3世 ポルトガル王       | ジョアン3世 ポルトガル王   | ジョアン3世 ポルトガル王   | ジョアン3世 ポルトガル王   | ジョアン3世 ポルトガル王   |  |  | イザベル                         | イザベル                         | イザベル                         | イザベル                         | イザベル                         | イザベル                         |  |  | カルロス1世 スペイン王 神聖ローマ皇帝 | カルロス1世 スペイン王 神聖ローマ皇帝 | カルロス1世 スペイン王 神聖ローマ皇帝 | カルロス1世 スペイン王 神聖ローマ皇帝 | カルロス1世 スペイン王 神聖ローマ皇帝 | カルロス1世 スペイン王 神聖ローマ皇帝 |                  |                  | ベアトリス                   | ベアトリス                 | ベアトリス                 | ベアトリス                 | ベアトリス                 | ベアトリス                 |                         |                         | カルロ3世 サヴォイア公   | カルロ3世 サヴォイア公   | カルロ3世 サヴォイア公   | カルロ3世 サヴォイア公   | カルロ3世 サヴォイア公     | カルロ3世 サヴォイア公     |                            |                            | エンリケ1世 ポルトガル王                | エンリケ1世 ポルトガル王                | エンリケ1世 ポルトガル王                | エンリケ1世 ポルトガル王                | エンリケ1世 ポルトガル王                | エンリケ1世 ポルトガル王                |                                |                                | ルイス ベージャ公              | ルイス ベージャ公              | ルイス ベージャ公              | ルイス ベージャ公              | ルイス ベージャ公              | ルイス ベージャ公              |                        |                        | ドゥアルテ ギマランイス公  | ドゥアルテ ギマランイス公  | ドゥアルテ ギマランイス公  | ドゥアルテ ギマランイス公  | ドゥアルテ ギマランイス公    | ドゥアルテ ギマランイス公    |                              |                              | イザベル・デ・ブラガンサ     | イザベル・デ・ブラガンサ     | イザベル・デ・ブラガンサ   | イザベル・デ・ブラガンサ   | イザベル・デ・ブラガンサ   | イザベル・デ・ブラガンサ   |                            |                            | テオドジオ1世 ブラガンサ公 | テオドジオ1世 ブラガンサ公 | テオドジオ1世 ブラガンサ公 | テオドジオ1世 ブラガンサ公 | テオドジオ1世 ブラガンサ公 | テオドジオ1世 ブラガンサ公 |  |  |  |  |  |  |  |  |  |  |  |  |  |  |  |  |  |  |
|                               |                               |                               |                               |                                |                                |                                |                                |                                |                                |                            |                            |                            |                            |  |  |                                  |                                  |                                  |                                  |                                  |                                  |  |  |                                       |                                       |                                       |                                       |                                       |                                       |                  |                  |                              |                            |                            |                            |                            |                            |                         |                         |                          |                          |                          |                          |                            |                            |                            |                            |                                         |                                         |                                         |                                         |                                         |                                         |                                |                                |                                |                                |                                |                                |                                |                                |                        |                        |                            |                            |                            |                            |                              |                              |                              |                              |                              |                              |                            |                            |                            |                            |                            |                            |                            |                            |                            |                            |                            |                            |  |  |  |  |  |  |  |  |  |  |  |  |  |  |  |  |  |  |
|                               |                               |                               |                               |                                |                                |                                |                                |                                |                                |                            |                            |                            |                            |  |  |                                  |                                  |                                  |                                  |                                  |                                  |  |  |                                       |                                       |                                       |                                       |                                       |                                       |                  |                  |                              |                            |                            |                            |                            |                            |                         |                         |                          |                          |                          |                          |                            |                            |                            |                            |                                         |                                         |                                         |                                         |                                         |                                         |                                |                                |                                |                                |                                |                                |                                |                                |                        |                        |                            |                            |                            |                            |                              |                              |                              |                              |                              |                              |                            |                            |                            |                            |                            |                            |                            |                            |                            |                            |                            |                            |  |  |  |  |  |  |  |  |  |  |  |  |  |  |  |  |  |  |
|                               |                               |                               |                               |                                |                                |                                |                                |                                |                                |                            |                            |                            |                            |  |  |                                  |                                  |                                  |                                  |                                  |                                  |  |  |                                       |                                       |                                       |                                       |                                       |                                       |                  |                  |                              |                            |                            |                            |                            |                            |                         |                         |                          |                          |                          |                          |                            |                            |                            |                            |                                         |                                         |                                         |                                         |                                         |                                         |                                |                                |                                |                                |                                |                                |                                |                                |                        |                        |                            |                            |                            |                            |                              |                              |                              |                              |                              |                              |                            |                            |                            |                            |                            |                            |                            |                            |                            |                            |                            |                            |  |  |  |  |  |  |  |  |  |  |  |  |  |  |  |  |  |  |
|                               |                               |                               |                               |                                |                                |                                |                                |                                |                                |                            |                            |                            |                            |  |  |                                  |                                  |                                  |                                  |                                  |                                  |  |  |                                       |                                       |                                       |                                       |                                       |                                       |                  |                  |                              |                            |                            |                            |                            |                            |                         |                         |                          |                          |                          |                          |                            |                            |                            |                            |                                         |                                         |                                         |                                         |                                         |                                         |                                |                                |                                |                                |                                |                                |                                |                                |                        |                        |                            |                            |                            |                            |                              |                              |                              |                              |                              |                              |                            |                            |                            |                            |                            |                            |                            |                            |                            |                            |                            |                            |  |  |  |  |  |  |  |  |  |  |  |  |  |  |  |  |  |  |
| ジョアン・マヌエル            | ジョアン・マヌエル            | ジョアン・マヌエル            | ジョアン・マヌエル            | ジョアン・マヌエル             | ジョアン・マヌエル             |                                |                                | ジョアナ・デ・アウストリア     | ジョアナ・デ・アウストリア     | ジョアナ・デ・アウストリア | ジョアナ・デ・アウストリア | ジョアナ・デ・アウストリア | ジョアナ・デ・アウストリア |  |  | マリア・マヌエラ                 | マリア・マヌエラ                 | マリア・マヌエラ                 | マリア・マヌエラ                 | マリア・マヌエラ                 | マリア・マヌエラ                 |  |  | フェリペ2世 スペイン王 ポルトガル王   | フェリペ2世 スペイン王 ポルトガル王   | フェリペ2世 スペイン王 ポルトガル王   | フェリペ2世 スペイン王 ポルトガル王   | フェリペ2世 スペイン王 ポルトガル王   | フェリペ2世 スペイン王 ポルトガル王   |                  |                  | マルゲリータ・ダウストリア   | マルゲリータ・ダウストリア | マルゲリータ・ダウストリア | マルゲリータ・ダウストリア | マルゲリータ・ダウストリア | マルゲリータ・ダウストリア |                         |                         | オッターヴィオ パルマ公  | オッターヴィオ パルマ公  | オッターヴィオ パルマ公  | オッターヴィオ パルマ公  | オッターヴィオ パルマ公    | オッターヴィオ パルマ公    |                            |                            | エマヌエーレ・フィリベルト サヴォイア公 | エマヌエーレ・フィリベルト サヴォイア公 | エマヌエーレ・フィリベルト サヴォイア公 | エマヌエーレ・フィリベルト サヴォイア公 | エマヌエーレ・フィリベルト サヴォイア公 | エマヌエーレ・フィリベルト サヴォイア公 |                                |                                | アントニオ1世 （ポルトガル王） | アントニオ1世 （ポルトガル王） | アントニオ1世 （ポルトガル王） | アントニオ1世 （ポルトガル王） | アントニオ1世 （ポルトガル王） | アントニオ1世 （ポルトガル王） |                        |                        |                            |                            |                            |                            |                              |                              |                              |                              | カタリナ・デ・ギマランイス   | カタリナ・デ・ギマランイス   | カタリナ・デ・ギマランイス | カタリナ・デ・ギマランイス | カタリナ・デ・ギマランイス | カタリナ・デ・ギマランイス |                            |                            | ジョアン1世 ブラガンサ公   | ジョアン1世 ブラガンサ公   | ジョアン1世 ブラガンサ公   | ジョアン1世 ブラガンサ公   | ジョアン1世 ブラガンサ公   | ジョアン1世 ブラガンサ公   |  |  |  |  |  |  |  |  |  |  |  |  |  |  |  |  |  |  |
| ジョアン・マヌエル            | ジョアン・マヌエル            | ジョアン・マヌエル            | ジョアン・マヌエル            | ジョアン・マヌエル             | ジョアン・マヌエル             |                                |                                | ジョアナ・デ・アウストリア     | ジョアナ・デ・アウストリア     | ジョアナ・デ・アウストリア | ジョアナ・デ・アウストリア | ジョアナ・デ・アウストリア | ジョアナ・デ・アウストリア |  |  | マリア・マヌエラ                 | マリア・マヌエラ                 | マリア・マヌエラ                 | マリア・マヌエラ                 | マリア・マヌエラ                 | マリア・マヌエラ                 |  |  | フェリペ2世 スペイン王 ポルトガル王   | フェリペ2世 スペイン王 ポルトガル王   | フェリペ2世 スペイン王 ポルトガル王   | フェリペ2世 スペイン王 ポルトガル王   | フェリペ2世 スペイン王 ポルトガル王   | フェリペ2世 スペイン王 ポルトガル王   |                  |                  | マルゲリータ・ダウストリア   | マルゲリータ・ダウストリア | マルゲリータ・ダウストリア | マルゲリータ・ダウストリア | マルゲリータ・ダウストリア | マルゲリータ・ダウストリア |                         |                         | オッターヴィオ パルマ公  | オッターヴィオ パルマ公  | オッターヴィオ パルマ公  | オッターヴィオ パルマ公  | オッターヴィオ パルマ公    | オッターヴィオ パルマ公    |                            |                            | エマヌエーレ・フィリベルト サヴォイア公 | エマヌエーレ・フィリベルト サヴォイア公 | エマヌエーレ・フィリベルト サヴォイア公 | エマヌエーレ・フィリベルト サヴォイア公 | エマヌエーレ・フィリベルト サヴォイア公 | エマヌエーレ・フィリベルト サヴォイア公 |                                |                                | アントニオ1世 （ポルトガル王） | アントニオ1世 （ポルトガル王） | アントニオ1世 （ポルトガル王） | アントニオ1世 （ポルトガル王） | アントニオ1世 （ポルトガル王） | アントニオ1世 （ポルトガル王） |                        |                        |                            |                            |                            |                            |                              |                              |                              |                              | カタリナ・デ・ギマランイス   | カタリナ・デ・ギマランイス   | カタリナ・デ・ギマランイス | カタリナ・デ・ギマランイス | カタリナ・デ・ギマランイス | カタリナ・デ・ギマランイス |                            |                            | ジョアン1世 ブラガンサ公   | ジョアン1世 ブラガンサ公   | ジョアン1世 ブラガンサ公   | ジョアン1世 ブラガンサ公   | ジョアン1世 ブラガンサ公   | ジョアン1世 ブラガンサ公   |  |  |  |  |  |  |  |  |  |  |  |  |  |  |  |  |  |  |
|                               |                               |                               |                               |                                |                                |                                |                                |                                |                                |                            |                            |                            |                            |  |  |                                  |                                  |                                  |                                  |                                  |                                  |  |  |                                       |                                       |                                       |                                       |                                       |                                       |                  |                  |                              |                            |                            |                            |                            |                            |                         |                         |                          |                          |                          |                          |                            |                            |                            |                            |                                         |                                         |                                         |                                         |                                         |                                         |                                |                                |                                |                                |                                |                                |                                |                                |                        |                        |                            |                            |                            |                            |                              |                              |                              |                              |                              |                              |                            |                            |                            |                            |                            |                            |                            |                            |                            |                            |                            |                            |  |  |  |  |  |  |  |  |  |  |  |  |  |  |  |  |  |  |
|                               |                               |                               |                               |                                |                                |                                |                                |                                |                                |                            |                            |                            |                            |  |  |                                  |                                  |                                  |                                  |                                  |                                  |  |  |                                       |                                       |                                       |                                       |                                       |                                       |                  |                  |                              |                            |                            |                            |                            |                            |                         |                         |                          |                          |                          |                          |                            |                            |                            |                            |                                         |                                         |                                         |                                         |                                         |                                         |                                |                                |                                |                                |                                |                                |                                |                                |                        |                        |                            |                            |                            |                            |                              |                              |                              |                              |                              |                              |                            |                            |                            |                            |                            |                            |                            |                            |                            |                            |                            |                            |  |  |  |  |  |  |  |  |  |  |  |  |  |  |  |  |  |  |
|                               |                               |                               |                               | セバスティアン1世 ポルトガル王 | セバスティアン1世 ポルトガル王 | セバスティアン1世 ポルトガル王 | セバスティアン1世 ポルトガル王 | セバスティアン1世 ポルトガル王 | セバスティアン1世 ポルトガル王 |                            |                            |                            |                            |  |  |                                  |                                  |                                  |                                  |                                  |                                  |  |  | フェリペ3世 スペイン王 ポルトガル王   | フェリペ3世 スペイン王 ポルトガル王   | フェリペ3世 スペイン王 ポルトガル王   | フェリペ3世 スペイン王 ポルトガル王   | フェリペ3世 スペイン王 ポルトガル王   | フェリペ3世 スペイン王 ポルトガル王   |                  |                  |                              |                            |                            |                            | アレッサンドロ パルマ公    | アレッサンドロ パルマ公    | アレッサンドロ パルマ公 | アレッサンドロ パルマ公 | アレッサンドロ パルマ公  | アレッサンドロ パルマ公  |                          |                          | マリア・デ・ギマランイス   | マリア・デ・ギマランイス   | マリア・デ・ギマランイス   | マリア・デ・ギマランイス   | マリア・デ・ギマランイス                | マリア・デ・ギマランイス                |                                         |                                         |                                         |                                         |                                |                                |                                |                                |                                |                                |                                |                                |                        |                        |                            |                            |                            |                            |                              |                              |                              |                              |                              |                              |                            |                            | テオドジオ2世 ブラガンサ公 | テオドジオ2世 ブラガンサ公 | テオドジオ2世 ブラガンサ公 | テオドジオ2世 ブラガンサ公 | テオドジオ2世 ブラガンサ公 | テオドジオ2世 ブラガンサ公 |                            |                            |                            |                            |  |  |  |  |  |  |  |  |  |  |  |  |  |  |  |  |  |  |
|                               |                               |                               |                               | セバスティアン1世 ポルトガル王 | セバスティアン1世 ポルトガル王 | セバスティアン1世 ポルトガル王 | セバスティアン1世 ポルトガル王 | セバスティアン1世 ポルトガル王 | セバスティアン1世 ポルトガル王 |                            |                            |                            |                            |  |  |                                  |                                  |                                  |                                  |                                  |                                  |  |  | フェリペ3世 スペイン王 ポルトガル王   | フェリペ3世 スペイン王 ポルトガル王   | フェリペ3世 スペイン王 ポルトガル王   | フェリペ3世 スペイン王 ポルトガル王   | フェリペ3世 スペイン王 ポルトガル王   | フェリペ3世 スペイン王 ポルトガル王   |                  |                  |                              |                            |                            |                            | アレッサンドロ パルマ公    | アレッサンドロ パルマ公    | アレッサンドロ パルマ公 | アレッサンドロ パルマ公 | アレッサンドロ パルマ公  | アレッサンドロ パルマ公  |                          |                          | マリア・デ・ギマランイス   | マリア・デ・ギマランイス   | マリア・デ・ギマランイス   | マリア・デ・ギマランイス   | マリア・デ・ギマランイス                | マリア・デ・ギマランイス                |                                         |                                         |                                         |                                         |                                |                                |                                |                                |                                |                                |                                |                                |                        |                        |                            |                            |                            |                            |                              |                              |                              |                              |                              |                              |                            |                            | テオドジオ2世 ブラガンサ公 | テオドジオ2世 ブラガンサ公 | テオドジオ2世 ブラガンサ公 | テオドジオ2世 ブラガンサ公 | テオドジオ2世 ブラガンサ公 | テオドジオ2世 ブラガンサ公 |                            |                            |                            |                            |  |  |  |  |  |  |  |  |  |  |  |  |  |  |  |  |  |  |
|                               |                               |                               |                               |                                |                                |                                |                                |                                |                                |                            |                            |                            |                            |  |  |                                  |                                  |                                  |                                  |                                  |                                  |  |  |                                       |                                       |                                       |                                       |                                       |                                       |                  |                  |                              |                            |                            |                            |                            |                            |                         |                         |                          |                          |                          |                          |                            |                            |                            |                            |                                         |                                         |                                         |                                         |                                         |                                         |                                |                                |                                |                                |                                |                                |                                |                                |                        |                        |                            |                            |                            |                            |                              |                              |                              |                              |                              |                              |                            |                            |                            |                            |                            |                            |                            |                            |                            |                            |                            |                            |  |  |  |  |  |  |  |  |  |  |  |  |  |  |  |  |  |  |
|                               |                               |                               |                               |                                |                                |                                |                                |                                |                                |                            |                            |                            |                            |  |  |                                  |                                  |                                  |                                  |                                  |                                  |  |  | フェリペ4世 スペイン王 ポルトガル王   | フェリペ4世 スペイン王 ポルトガル王   | フェリペ4世 スペイン王 ポルトガル王   | フェリペ4世 スペイン王 ポルトガル王   | フェリペ4世 スペイン王 ポルトガル王   | フェリペ4世 スペイン王 ポルトガル王   |                  |                  |                              |                            |                            |                            |                            |                            |                         |                         | ラヌッチョ1世 パルマ公   | ラヌッチョ1世 パルマ公   | ラヌッチョ1世 パルマ公   | ラヌッチョ1世 パルマ公   | ラヌッチョ1世 パルマ公     | ラヌッチョ1世 パルマ公     |                            |                            |                                         |                                         |                                         |                                         |                                         |                                         |                                |                                |                                |                                |                                |                                |                                |                                |                        |                        |                            |                            |                            |                            |                              |                              |                              |                              |                              |                              |                            |                            | ジョアン4世 ポルトガル王   | ジョアン4世 ポルトガル王   | ジョアン4世 ポルトガル王   | ジョアン4世 ポルトガル王   | ジョアン4世 ポルトガル王   | ジョアン4世 ポルトガル王   |                            |                            |                            |                            |  |  |  |  |  |  |  |  |  |  |  |  |  |  |  |  |  |  |
|                               |                               |                               |                               |                                |                                |                                |                                |                                |                                |                            |                            |                            |                            |  |  |                                  |                                  |                                  |                                  |                                  |                                  |  |  | フェリペ4世 スペイン王 ポルトガル王   | フェリペ4世 スペイン王 ポルトガル王   | フェリペ4世 スペイン王 ポルトガル王   | フェリペ4世 スペイン王 ポルトガル王   | フェリペ4世 スペイン王 ポルトガル王   | フェリペ4世 スペイン王 ポルトガル王   |                  |                  |                              |                            |                            |                            |                            |                            |                         |                         | ラヌッチョ1世 パルマ公   | ラヌッチョ1世 パルマ公   | ラヌッチョ1世 パルマ公   | ラヌッチョ1世 パルマ公   | ラヌッチョ1世 パルマ公     | ラヌッチョ1世 パルマ公     |                            |                            |                                         |                                         |                                         |                                         |                                         |                                         |                                |                                |                                |                                |                                |                                |                                |                                |                        |                        |                            |                            |                            |                            |                              |                              |                              |                              |                              |                              |                            |                            | ジョアン4世 ポルトガル王   | ジョアン4世 ポルトガル王   | ジョアン4世 ポルトガル王   | ジョアン4世 ポルトガル王   | ジョアン4世 ポルトガル王   | ジョアン4世 ポルトガル王   |                            |                            |                            |                            |  |  |  |  |  |  |  |  |  |  |  |  |  |  |  |  |  |  |
|                               |                               |                               |                               |                                |                                |                                |                                |                                |                                |                            |                            |                            |                            |  |  |                                  |                                  |                                  |                                  |                                  |                                  |  |  | カルロス2世 スペイン王                | カルロス2世 スペイン王                | カルロス2世 スペイン王                | カルロス2世 スペイン王                | カルロス2世 スペイン王                | カルロス2世 スペイン王                |                  |                  |                              |                            |                            |                            |                            |                            |                         |                         |                          |                          |                          |                          |                            |                            |                            |                            |                                         |                                         |                                         |                                         |                                         |                                         |                                |                                |                                |                                |                                |                                |                                |                                |                        |                        |                            |                            |                            |                            |                              |                              |                              |                              |                              |                              |                            |                            | ブラガンサ王朝             | ブラガンサ王朝             | ブラガンサ王朝             | ブラガンサ王朝             | ブラガンサ王朝             | ブラガンサ王朝             |                            |                            |                            |                            |  |  |  |  |  |  |  |  |  |  |  |  |  |  |  |  |  |  |

### 凡例
- アヴィス家嫡系の人物
- アヴィス＝ベージャ家の人物（マヌエル1世および子孫）
- アヴィス家の他系統の人物
- ブラガンサ家の人物
- トラスタマラ家の人物
- ハプスブルク家の人物